# Nayib Bukele
Nayib Armando Bukele Ortez (San Salvador, 24 de julio de 1981) es un político y empresario salvadoreño. Es el presidente de la República de El Salvador desde el 1 de junio de 2019, cuando sucedió en ese cargo a Salvador Sánchez Cerén. Gozó de una licencia de la función pública aprobada por la Asamblea Legislativa vigente desde el 1 de diciembre hasta el 31 de mayo de 2024, para poder participar en las elecciones presidenciales según lo establecido en la sentencia 1-2021 de la Sala Constitucional de la Corte Suprema de Justicia, impuesta por la asamblea oficialista, período en el cual Claudia Rodríguez se desempeñó como encargada del despacho presidencial. Tras su reelección, asumió su segundo mandato desde el 1 de junio de 2024.
Antes de llegar a la presidencia, fue elegido alcalde de Nuevo Cuscatlán el 11 de marzo de 2012 y, posteriormente, de San Salvador el 1 de marzo de 2015, ambos cargos bajo la bandera del Frente Farabundo Martí para la Liberación Nacional (FMLN). Las discrepancias y los conflictos con ese instituto político provocaron que en 2017 fuera expulsado; con apoyo de sus seguidores, en 2018 fundó su propio partido, Nuevas Ideas. Buscó postularse para presidente de la República en las elecciones de 2019 con Cambio Democrático (CD), un partido político de centroizquierda; sin embargo, el Tribunal Supremo Electoral disolvió a CD por mandato de la Sala de lo Constitucional de la Corte Suprema de Justicia, lo que le obligó a participar con la bandera de la Gran Alianza por la Unidad Nacional (GANA), de centroderecha. Resultó elegido al obtener mayoría absoluta con 1 434 856 votos (53.10 %), sin necesidad de una segunda vuelta. Es el primer presidente, desde el final de la guerra civil, que no representa a ninguno de los dos partidos principales (ARENA o FMLN) que habían gobernado desde 1989.
El 20 de junio de 2019, Bukele lanzó el «Plan Control Territorial» con el fin de combatir altas tasas de criminalidad y las pandillas en el país. En 2020, la tasa de homicidios intencionales de El Salvador disminuyó 51.3 % en comparación a 2019. Sin embargo, este plan ha sido cuestionado por investigaciones periodísticas que señalan negociaciones entre funcionarios del gobierno de Bukele con las tres principales pandillas en El Salvador. Aunque Bukele atribuyó la disminución de asesinatos a su despliegue de miles de policías y soldados en los bastiones de las pandillas y al aumento de la seguridad en las cárceles, su gobierno fue acusado por el Departamento de Estado de los Estados Unidos de negociar en secreto con la Mara Salvatrucha (MS-13) para reducir el número, lo que, entre otras cosas, ha deteriorado las relaciones diplomáticas entre ambos países. El 27 de marzo de 2022, la Asamblea Legislativa, por solicitud del Ejecutivo, declaró régimen de excepción ante la ola de los homicidios en días anteriores; a esta estrategia de Bukele para combatir las estructuras pandilleriles se le conoce como «guerra contra las pandillas» y se le atribuye una reducción del 56.8 % en las tasas de homicidios de 2022 en comparación con 2021. Las medidas implementadas —regímenes de emergencia decretados en los centros penales, limitación de comunicaciones y la política de cero tolerancia contra el crimen— han generado críticas de organismos de derechos humanos, pero han sido bien recibidas por los salvadoreños, de los cuales el 85 % califica de manera positiva las actividades en el área de seguridad y el 91 % está de acuerdo con las medidas tomadas contra los grupos terroristas, según una encuesta de CID Gallup.
El 9 de febrero de 2020, Bukele acudió a la Asamblea Legislativa acompañado por una escolta militar para solicitar fondos para la continuidad del Plan Control Territorial. El Legislativo anteriormente no se los había aprobado ni había reconocido la convocatoria de una sesión extraordinaria. Como resultado de lo que la oposición política denomina «autogolpe de Estado», la Asamblea Legislativa creó comisiones especiales para interpelar a los funcionarios involucrados. Bukele es calificado frecuentemente como «autoritario», aunque las acusaciones no impidieron que Nuevas Ideas y partidos aliados ganaran las elecciones legislativas y municipales de 2021. Desde entonces la oposición le señala estrategias de concentración de poder como la destitución de los magistrados de la Sala de lo Constitucional y el fiscal general de la República, la habilitación de la reelección presidencial, la adopción del bitcoin y la reducción de cargos de elección popular.
Ante la crisis financiera mundial generada por el conflicto entre Rusia y Ucrania, aplicó medidas económicas que pretendían reducir el impacto en la economía del país, entre ellas la suspensión de impuestos a la gasolina. Además, se comprometió a castigar a los transportistas que aumenten indebidamente el costo de la tarifa establecida, obligándolos a devolver ganancias adicionales.

## Primeros años
Nació en San Salvador el 24 de julio de 1981. Su padre fue el químico industrial Armando Bukele Kattán, de ascendencia palestina y convertido al islam, además de imán, líder de la comunidad árabe en San Salvador e impulsor de algunas de las primeras mezquitas en el país, y su madre es Olga Marina Ortez, oriunda de Concepción de Oriente (La Unión) y de religión católica. Sus ancestros paternos eran cristianos palestinos: su abuela era una betlemita católica y su abuelo un jerosolimitano ortodoxo; ambos emigraron a El Salvador a comienzos del siglo XX con pasaporte otomano. Armando Bukele Kattán tuvo cuatro hijos con Olga Ortez (Nayib Armando, Karim Alberto, Yusef Alí e Ibrajim Antonio) y otros seis de relaciones anteriores; uno de estos últimos, Yamil Alejandro Bukele Pérez, dirige el INDES desde 2019 por designación de su medio hermano.
En 1999 se graduó de bachiller general en la Escuela Panamericana de San Salvador y estudió durante un breve tiempo la carrera de Ciencias Jurídicas en la Universidad Centroamericana José Simeón Cañas, pero no la concluyó porque comenzó trabajar en las empresas de su padre, las agencias publicitarias Obermet (1999-2006), Nölck Red América (2006-2010) y 4am Saatchi & Saatchi (2010-2012), con el cargo de director presidente. También dirigió al fabricante de pasaportes CLS (2005-2007). Las empresas de publicidad estuvieron a cargo, durante doce años, de la propaganda política del Frente Farabundo Martí para la Liberación Nacional; uno de sus primeros trabajos en ese ramo, obtenido por contactos de su padre, fue la campaña publicitaria de la candidatura presidencial de Schafik Hándal en 2004. También fue presidente de la distribuidora Yamaha Motors El Salvador, representante en El Salvador del fabricante japonés de motocicletas Yamaha Motor Company.

## Alcalde de Nuevo Cuscatlán (2012-2015)
A la edad de 20 años, en 2011, se afilió al Frente Farabundo Martí para la Liberación Nacional (FMLN) para competir en las elecciones municipales del siguiente año en Nuevo Cuscatlán. El 11 de marzo de 2012, fue elegido en representación de una coalición entre el FMLN con 2754 votos (49.72 %) y el CD 108 votos (1.95 %), logrando un total de 2862 votos (50.68 %). Tomó posesión del cargo el 1 de mayo de 2012.
Desde el inicio de su gestión enfocó sus acciones en mejorar el acceso a educación, salud, vivienda digna, agua potable, entre otros temas; buscó dinamizar la economía del municipio, impulsando el turismo local y mejorando la infraestructura pública; donó su salario como alcalde para el financiamiento de becas universitarias y aumentó el sueldo a los trabajadores de la municipalidad. Bukele consideraba que Nuevo Cuscatlán vivía una expansión producto de los avances de San Salvador, la capital, pero que eso era un beneficio y una amenaza al mismo tiempo. Señalaba que el municipio se dividía en dos mundos (el de las residenciales o la clase media alta y el de los cantones o de los habitantes con menos recursos) y que, por la misma dinámica de la economía, «el primero despojaba al segundo del ecosistema de recursos a su alcance».
El 31 de octubre de 2014 fue invitado a la Organización de las Naciones Unidas como expositor de la jornada del Día Mundial de las Ciudades, en la que destacó el programa de becas universitarias para los jóvenes del municipio y el involucramiento de ellos en proyectos para ayudar a mejorar las condiciones de sus comunidades; la entrega mensual de una canasta alimentaria para los adultos mayores; la promoción del emprendimiento femenino a través de NUCU (una marca de artesanías de Nuevo Cuscatlán creada para mujeres artesanas), un espacio para comercializar y exportar artesanías; y las obras de infraestructura que estaban mejorando los espacios públicos y conectando aún más el municipio con las grandes urbes del país.
Bukele impulsó la participación de los jóvenes en proyectos científicos y tecnológicos como Esfera PM, con el cual se capturaban imágenes de la curvatura de la tierra desde el espacio, a una altitud de cien mil pies durante la noche. Bukele consideraba que este tipo de actividades alejaba a la juventud de la violencia. Antes de que asumiera la alcaldía, Nuevo Cuscatlán tenía alrededor de 12 homicidios por año, pero durante su mandato de tres años solo se reportó un homicidio. El 21 de enero de 2015, Bukele inauguró un nuevo bulevar que conectaba Nuevo Cuscatlán con Huizúcar y Antiguo Cuscatlán. Bukele realizó gran parte de sus labores con la cooperación de algunos empresarios y el presunto financiamiento de ALBA Petróleos, una asociación de varias alcaldías del FMLN con la petrolera venezolana PDVSA.
Antes de iniciar su campaña por la alcaldía de San Salvador, abanderó a Michelle Sol para continuar al frente de Nuevo Cuscatlán. Sol ganó la elección en 2015 y durante su período mantuvo las premisas y los programas sociales implementados por Bukele. Los avances que lograron ambas gestiones fueron reconocidos en 2016 por la Asamblea Legislativa de El Salvador que otorgó el título de ciudad al municipio de Nuevo Cuscatlán.

## Alcalde de San Salvador (2015-2018)

Bandera de la ciudad de San Salvador con el escudo de armas aprobado por el concejo municipal 2015-2018 presidido por Bukele. Estuvo en vigencia hasta 2018 y fue restituida en 2021, aunque con un fondo de color blanco.

En las elecciones municipales de 2015 logró ganar la alcaldía de San Salvador, en representación de una coalición entre el FMLN con 85789 votos (48.47 %) y el Partido Salvadoreño Progresista (PSP) 3375 votos (1.91 %), logrando el 50.37 % de los votos. Su plataforma de gobierno municipal recibió el nombre de «Nuevas Ideas» y contaba con un plan de trabajo de doce ejes. Tomó posesión del cargo el 1 de mayo de 2015. El 5 de mayo presentó el rediseño de la heráldica de San Salvador a su concejo municipal, el cual fue aprobado durante la primera sesión extraordinaria celebrada ese mismo día. El escudo de armas estuvo en vigencia hasta 2018 cuando el sucesor de Bukele, Ernesto Muyshondt, de ARENA, ordenó la restitución del diseño de 1943, pero tres años después esta acción fue anulada por el vencedor de las elecciones de 2021, Mario Durán, de Nuevas Ideas.
Algunos de los programas que llevó a cabo en su gestión fueron Una Obra por Día y Revitalización del Corazón del Centro Histórico, así como la construcción de la biblioteca municipal de San Salvador, la creación de la Secretaría de la Mujer y la Secretaría de Cultura de San Salvador y el mercado Cuscatlán.
En 2016, Bukele fue señalado por La Prensa Gráfica y El Diario de Hoy de estar vinculado al «caso Troll Center» o «Juicio del Meme», en el que los periódicos denunciaron a una empresa de programadores digitales por presuntamente realizar ciberataques contra ellos, quienes a la postre fueron absueltos. Según Contrapunto, el fiscal general de ese momento, Luis Martínez, pretendía con la querella obtener «beneficios personales» en las negociaciones para su reelección en la Asamblea Legislativa, ya que, cuando el FMLN planeaba no votar por él, uno de sus intermediarios le sugirió «tirar a los leones a Nayib». Bukele demandó a La Prensa Gráfica por calumnia y difamación, esto a raíz de la cobertura mediática de dicho rotativo hacia el caso y su énfasis en el alcalde de San Salvador, pero los recursos fueron rechazados en tres ocasiones por los tribunales.

### Revitalización del centro histórico de San Salvador

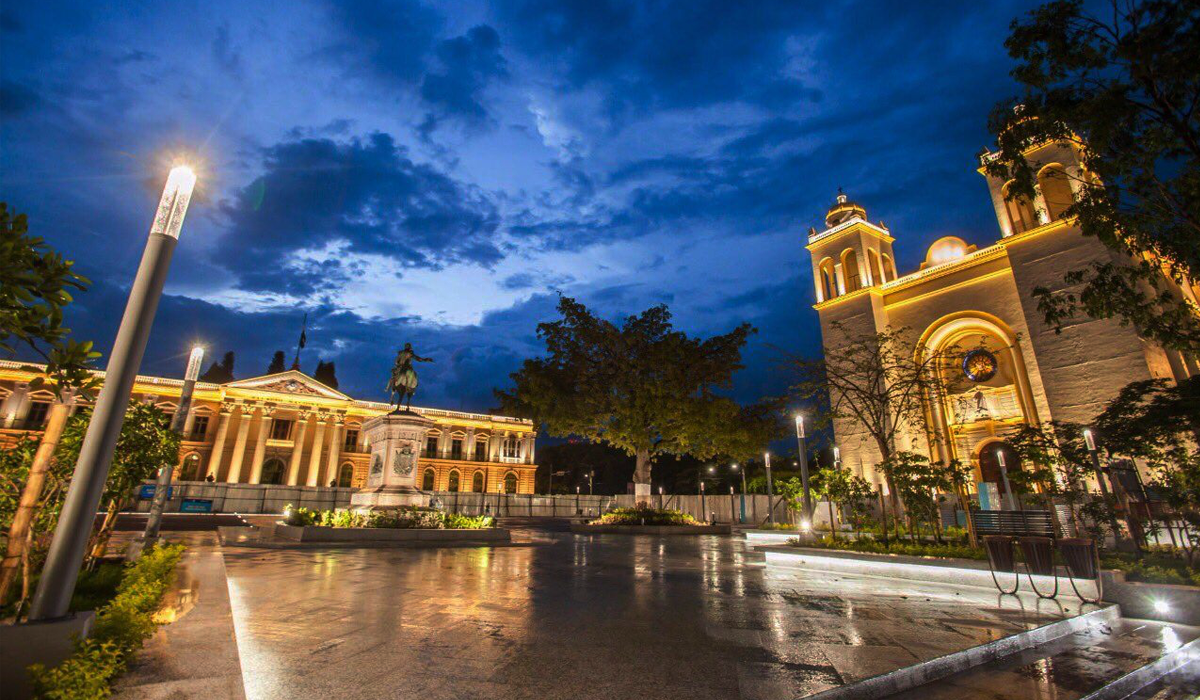
Centro histórico de San Salvador en 2017.

La transformación del centro histórico de San Salvador se convirtió en uno de los más importantes proyectos del nuevo alcalde de San Salvador. Bukele implementó un plan que comenzó con la reubicación de los vendedores ambulantes. Adecuó un edificio para convertirlo en el mercado Cuscatlán y creó la primera biblioteca municipal de San Salvador.
Suscribió un acuerdo de cooperación con la entonces Secretaría de Cultura de la Presidencia de El Salvador para restaurar y conservar los monumentos históricos de la capital, los cuales también fueron iluminados. Remodeló por completo e inauguró la nueva plaza Gerardo Barrios y el nuevo parque Lineal. Durante los últimos meses de su mandato, la alcaldía ejecutó obras de ampliación de vías públicas, la remodelación de edificios y la reconstrucción de instalaciones eléctricas y líneas de telecomunicaciones, todas con un costo de alrededor de 5.7 millones de dólares.
Durante su gestión se dedicó a pacificar el peligroso centro de San Salvador. Su administración municipal instaló un nuevo sistema de videovigilancia en las calles de los distritos afectados por la criminalidad. Bukele fomentó las medidas preventivas para lidiar con las pandillas en lugar de actuar contra ellos con policías y militares: «En mi opinión, es como dar una aspirina a una persona que tiene un tumor en la cabeza, primero enviando a la policía, luego enviando al ejército, si consiguen encarcelarlos… después de largas discusiones legales, la violencia vuelve y la rueda sigue girando».

### Una Obra por Día

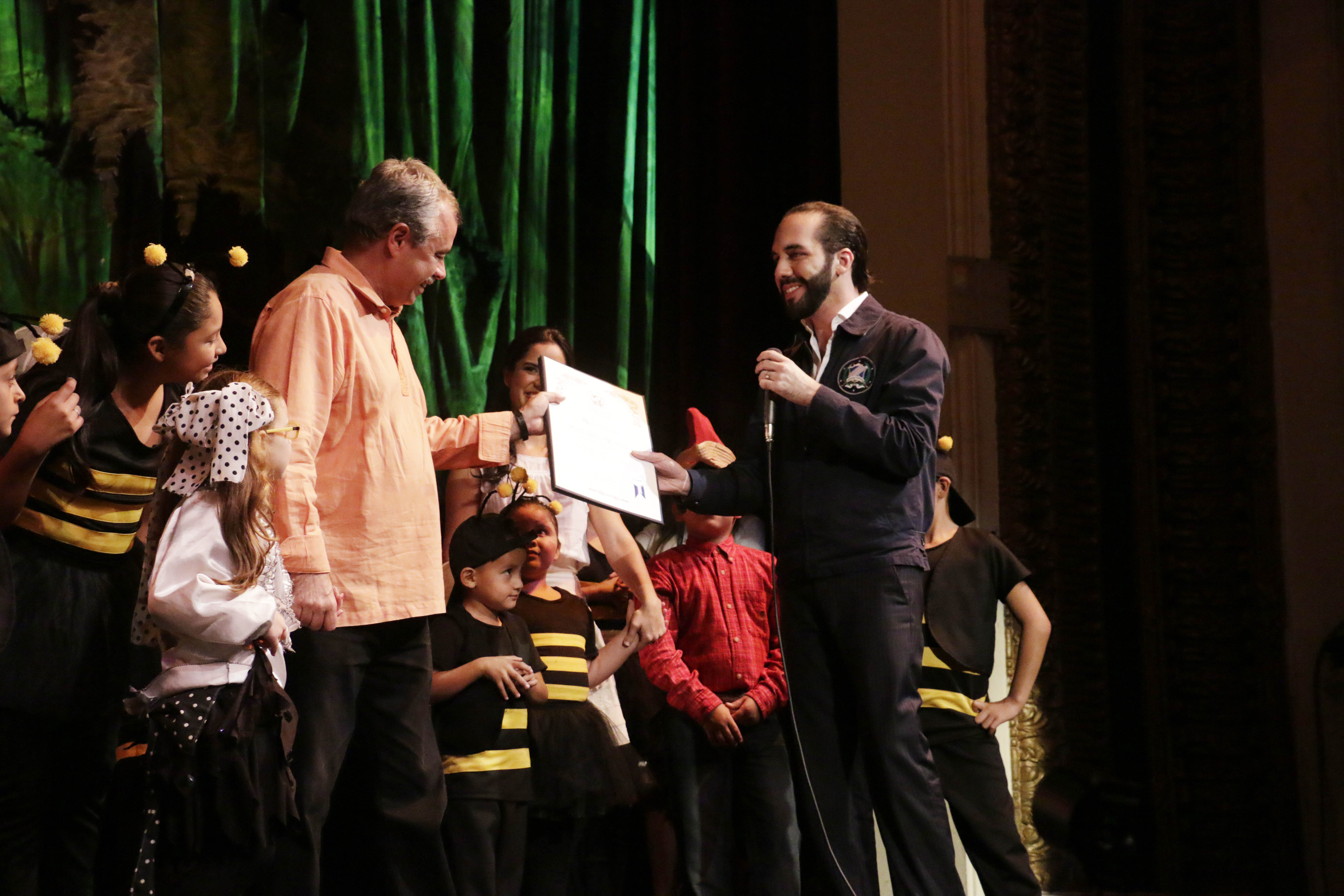
Nayib Bukele en el debut de la Compañía Infantil de Teatro La Colmenita de El Salvador.

Durante la entrega de los primeros catorce proyectos para San Salvador, en julio de 2015, anunció su programa «Una Obra por Día». El nuevo alcalde fijó la meta en mil proyectos a desarrollar durante toda su administración. Ya para octubre de ese mismo año la comuna capitalina había ejecutado 124 proyectos, con una inversión de 6.5 millones de dólares y en beneficio de 134 000 habitantes de la capital.
Para marzo de 2016, el programa alcanzó los doscientos proyectos y una inversión acumulada de 9 millones de dólares. Como una forma de transparentar la implementación del programa, el gobierno municipal de Bukele creó la web unaobraxdia.com.
Tras su toma de posesión, el concejo municipal acordó devolver los nombres originales a dos calles de la capital, con el argumento de que el alcalde anterior, Norman Quijano, no había realizado una consulta a los ciudadanos. Una de las vías había recibido el nombre de «calle Mayor Roberto d'Aubuisson» en honor al fundador de su partido de derecha ARENA.

### Cooperación internacional

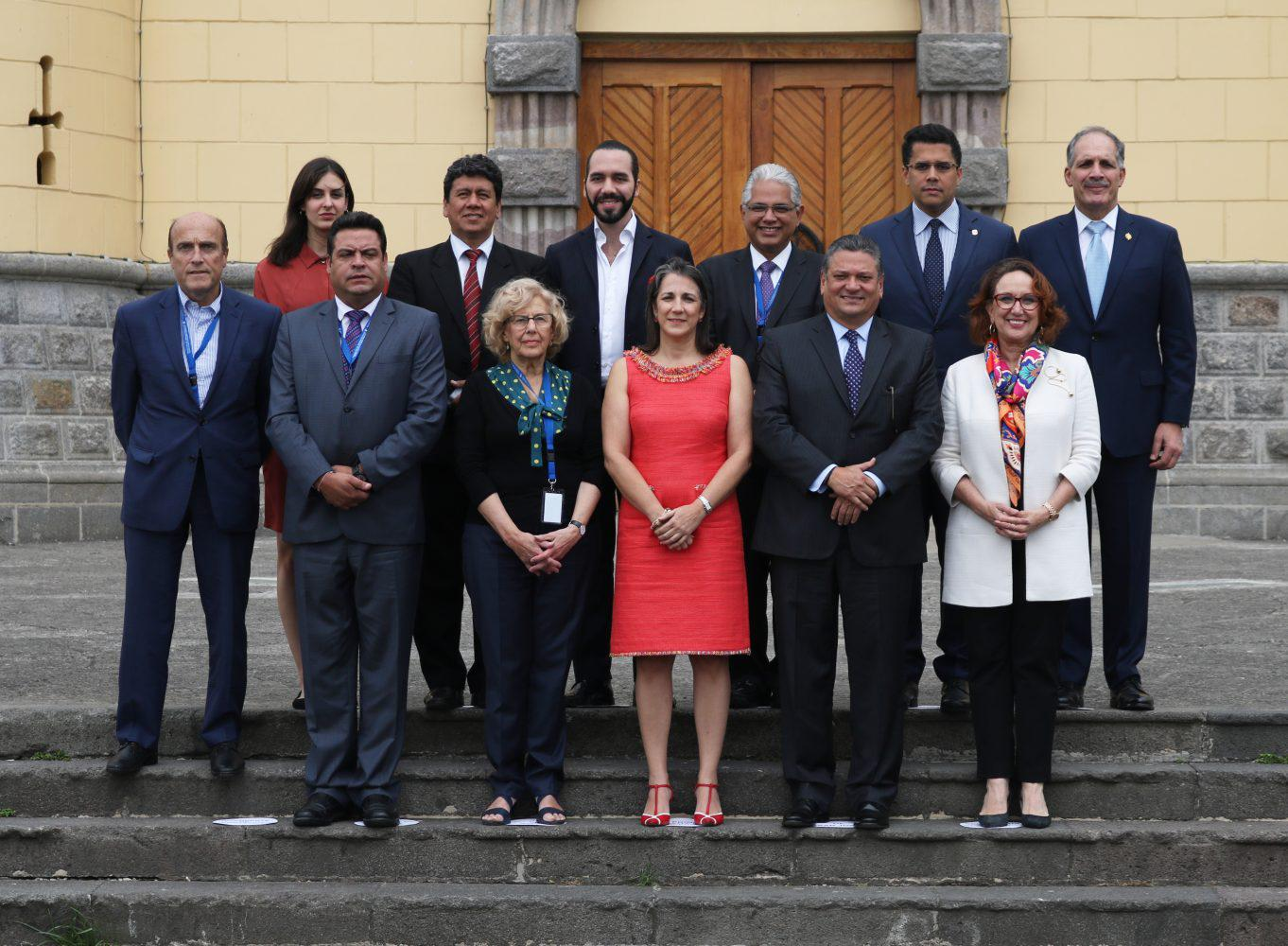
Bukele en la inauguración de la XVIII Asamblea General de la Unión de Ciudades Capitales Iberoamericanas en San José.

Como alcalde de San Salvador, Bukele también buscó cooperación internacional para mejorar las condiciones de San Salvador. Firmó un convenio de hermanamiento con la alcaldía de Ciudad de Panamá para compartir experiencias y proyectos en beneficio de ambas capitales. Suscribió un acuerdo con la Liga de Fútbol Profesional de España (LFP) para promover el deporte en las comunidades más vulnerables y afectadas por la violencia.
En septiembre de 2016, Bukele visitó Washington D. C., donde sostuvo un encuentro con la alcaldesa de la capital norteamericana Muriel Bowser para implementar proyectos en conjunto. En ese mismo viaje a Estados Unidos recibió las llaves de la ciudad Gaithersburg en Maryland, y la ciudad denominó el 11 de septiembre como «el Día del alcalde Nayib Bukele».
En febrero de 2017, visitó Taipéi y se reunió con la presidenta taiwanesa Tsai Ing-wen para «potenciar» la relación de ciudades hermanas entre San Salvador y Taipéi.

### Distanciamiento y expulsión del FMLN

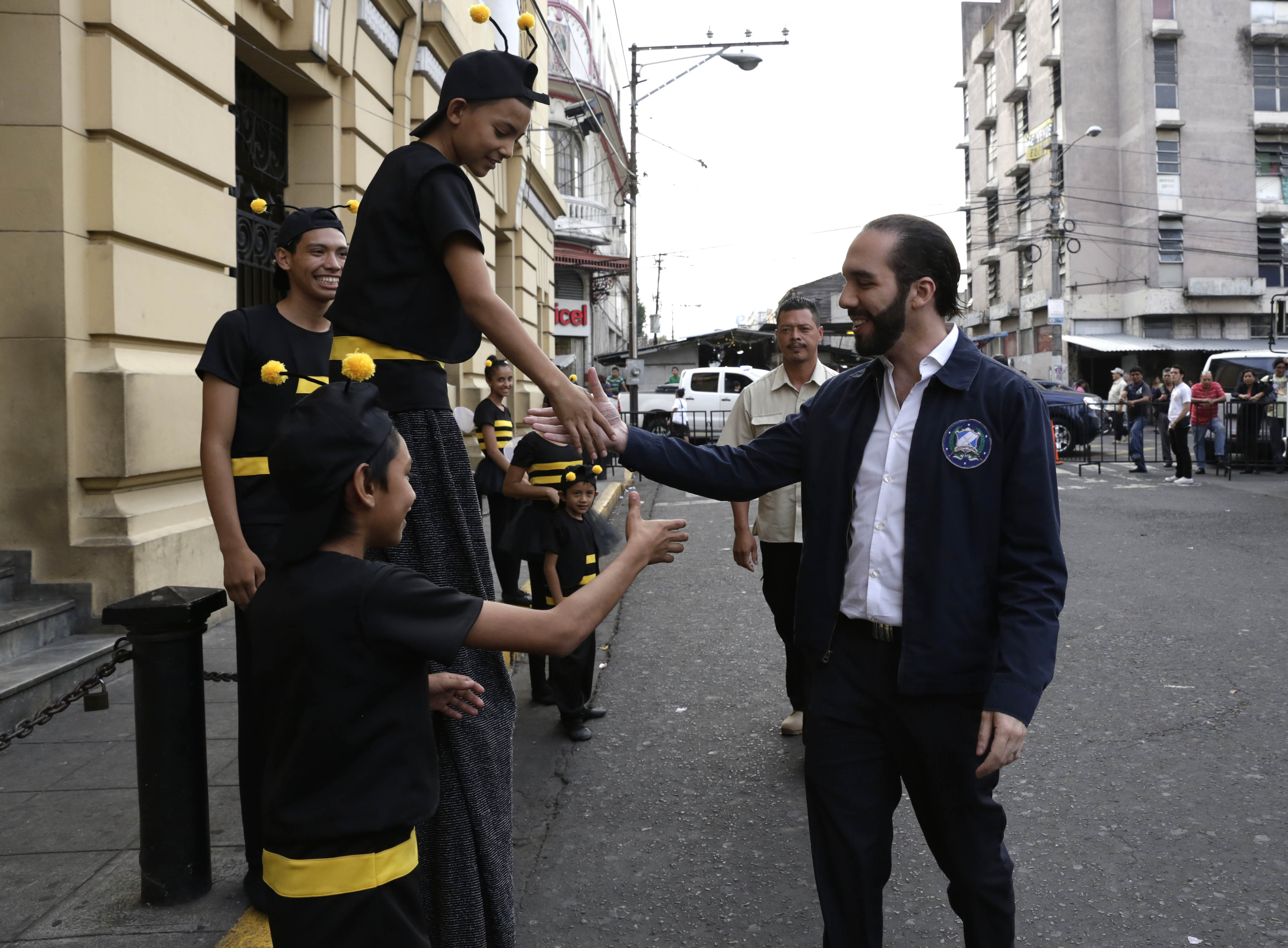
Bukele se distanció del FMLN cuando era alcalde de San Salvador.

En sus años como alcalde, no dudó en cuestionar las gestiones de funcionarios de su propio partido al frente de instituciones dirigidas a mejorar el acceso al agua o de promover la sostenibilidad del medioambiente. También criticó la primera gestión presidencial que el FMLN logró llevar al poder en ese momento, con Mauricio Funes a la cabeza. Bukele reconoció que Funes colocó en el debate el tema de la inversión social, pero que eso no se tradujo en cambios estructurales ni en beneficios reales para el pueblo. Algunos dirigentes del FMLN se mostraron escépticos ante sus críticas; sin embargo, fue respaldado para ir a la contienda por la alcaldía de San Salvador. No obstante, a finales de 2016 la cúpula efemelenista consideró que Bukele debía continuar un período más al frente de la comuna capitalina y con ello le eliminó las posibilidades de buscar la presidencia de la República con ese partido en las elecciones de 2019. Ya para 2017, la tensa relación entre Bukele y el FMLN había provocado que el partido de izquierda escogiera a Jackeline Rivera como sustituta en la candidatura a la alcaldía de San Salvador.
El 10 de octubre de 2017, tras protagonizar una controvertida disputa dentro del partido, Bukele fue expulsado del FMLN por su Tribunal de Ética, acusado de «violar la carta de principios, objetivos, estatutos, reglamento y demás normas» del partido, promover «división interna con argumentos de conducta personalista», realizar «actos difamatorios» contra el FMLN, atacar y criticar duramente al titular del partido, Salvador Sánchez Cerén, y por supuestas agresiones verbales y físicas contra la entonces síndica municipal, Xóchitl Marchelli, quien afirmó que el alcalde, después de la reunión del concejo municipal del 6 de septiembre, la llamó «maldita traidora» y «bruja» y le arrojó una manzana hacia el rostro; este altercado ocurrió porque Marchelli y los demás concejales del FMLN presuntamente se habían coludido con ARENA para bloquear los proyectos del alcalde. Bukele no asistió a la audiencia prevista para el 7 de octubre de 2017 por el Tribunal de Ética del FMLN, argumentando que hubo parcialidad a favor de los demandantes. El FMLN quedó despojado de una parte considerable de su base electoral, perdió 20 municipios, entre ellos San Salvador, y 8 escaños en la Asamblea Legislativa en las venideras elecciones legislativas de 2018. El instituto político reconoció que las derrotas electorales se debieron en parte a este incidente.

## Candidatura presidencial

### Fundación e inscripción de Nuevas Ideas
Bukele no tenía aspiraciones presidencialistas cuando era alcalde de Nuevo Cuscatlán; pensaba permanecer allí durante «los próximos 10 años», pero a partir de 2017 ya se mostraba interesado por el cargo. Bukele quiso postularse a la presidencia como miembro del FMLN; sin embargo, la resistencia de la dirección del partido le impidió hacerlo. También había declarado que «jamás aceptaría una candidatura a la vicepresidencia». El 25 de octubre de 2017, Bukele dijo que había iniciado la conformación del movimiento Nuevas Ideas, que buscaba ser un partido político con el que participar en la elección presidencial de 2019. El nombre hacía remembranza de su pasada plataforma de gobierno municipal en San Salvador. Según Bukele, el partido en formación pretendía «sacar de donde están» a los partidos tradicionales y «cambiar el sistema político del cual ya todos estamos hartos»; pese a carecer de «estructuras territoriales» y de «decenas de millones de dólares en recursos». El grupo inicial de colaboradores de Bukele lo componían funcionarios, asesores y otras personas de confianza de su equipo municipal en San Salvador. Posteriormente, el movimiento recolectó más de 200 000 firmas para solicitar la inscripción formal en el Tribunal Supremo Electoral (TSE). No obstante, tras el anuncio de sus aspiraciones presidenciales, Bukele denunció que se le opusieron tanto el partido gobernante FMLN como ARENA y que presuntamente bloquearon cualquier intento de que fundara su propio partido político y políticamente cancelaron cualquier partido en el que él estuviera. Fue hasta el 21 de agosto de 2018, ya vencido el plazo establecido en el calendario electoral para presentar candidatos a las elecciones, que el TSE procedió a constituir y posteriormente inscribir a Nuevas Ideas como partido político.

### Candidatura con Cambio Democrático y Gran Alianza por la Unidad Nacional

Bandera de la Gran Alianza por la Unidad Nacional (GANA) usada entre el 19 de septiembre de 2018 y el 13 de noviembre de 2021 con la característica golondrina blanca sobre un fondo cian, símbolos que evocan el origen del movimiento Nuevas Ideas liderado por Bukele.

El 30 de junio de 2018, mientras seguía el proceso de inscripción del partido en formación Nuevas Ideas, Bukele anunció una alianza con el instituto político de centroizquierda Cambio Democrático (CD), para poder competir en la campaña presidencial de 2019. Tuvo que afiliarse previamente a CD para participar en el proceso de elecciones internas; su objetivo era ser elegido candidato en CD y competir en coalición con Nuevas Ideas, cuando este último fuera reconocido como partido político. Ante esto, la Sala de lo Constitucional de la Corte Suprema de Justicia de El Salvador conoció una demanda interpuesta en 2015 donde se pide la cancelación de CD, entre otros partidos, porque en las elecciones de 2015 no alcanzó a obtener los votos requeridos para seguir existiendo. El 10 de julio, la Sala ordenó al TSE que cumpliese el proceso de cancelación, que se hizo efectivo el 26 de julio. La decisión fue rechazada por actores de todo el espectro político, ya se argumentó una violación del artículo 47 de la Ley de Partidos Políticos, que establece «ningún partido político podrá ser cancelado si cuenta con representación legislativa de al menos un diputado en la Asamblea Legislativa». En aquel momento el diputado Juan José Martel era el único representante de CD en la Asamblea Legislativa.
Horas después de conocer la disolución de CD por orden judicial, Bukele anunció que se habría inscrito como aspirante a candidato a presidente de la República por el partido Gran Alianza por la Unidad Nacional (GANA) y que iba a participar en las elecciones internas que ese instituto político haría el 29 de julio del mismo año, dado que no le fue permitido con su partido Nuevas Ideas. En esas primarias internas participaron la fórmula Nayib Bukele y Félix Ulloa, exmagistrado del TSE y entonces presidente del Instituto de Estudios Jurídicos de El Salvador, contra Will Salgado, exalcalde de San Miguel, y el diputado Juan Carlos Mendoza, dando como resultado el triunfo de los primeros con el 91.14 % de los votos, mientras que Salgado y Mendoza obtuvieron el 6.08 %, si bien Salgado había renunciado al proceso antes de la votación. Hubo críticas de algunos sectores del partido, ya que se reformaron los estatutos para cambiar la bandera de GANA y adoptar los colores y simbología que identifican al partido en formación Nuevas Ideas. El 15 de octubre Bukele y Ulloa iniciaron los trámites de inscripción en el TSE y, el 23 de octubre, el referido organismo electoral aprobó la candidatura presidencial de GANA; algunos ciudadanos presentaron recursos de impugnación y alegaron vicios del proceso de elecciones internas en GANA y que el TSE «no comprobó la moralidad notoria» de Bukele, pero estas denuncias fueron declaradas improcedentes por los tribunales.
En enero de 2019, ya en campaña, Bukele presentó su plan de gobierno, llamado «Plan Cuscatlán», en el que prometía, entre otras cosas, la «construcción de una vía ferroviaria, programas de becas y la conformación de una CICIES contra la corrupción». Los detractores afirmaron que el 56 % del Plan Cuscatlán era «plagio» y que no acreditaba la bibliografía citada, acusaciones a las que Bukele se excusó al decir que son «errores humanos». Por otro lado, Bukele fue increpado por sus adversarios porque no participó en debates con los otros candidatos y le señalaron que GANA y Nuevas Ideas no hacían «trabajo territorial», ya que la campaña de Bukele, a diferencia de los demás partidos políticos, se centró en las redes sociales para atraer a los votantes jóvenes, lo que afianzó su preferencia electoral en las encuestas. En la campaña trató de mantener distancia del partido con el que inscribió su candidatura e intentó que fuese asociado a su propio instituto político, Nuevas Ideas, comportamiento reprendido por uno de los dirigentes de GANA, el diputado Guillermo Gallegos.

### Presidente electo
En la elección presidencial del 3 de febrero de 2019, Bukele logró la presidencia con 1 434 856 (53.10 % del total), obteniendo mayoría absoluta sin la necesidad de una segunda vuelta. Se enfrentó al candidato de ARENA, Carlos Calleja, quien, contendiendo en coalición con el Partido de Concertación Nacional, el Partido Demócrata Cristiano y Democracia Salvadoreña, alcanzó el 31.72 % de los votos (857 084), y el oficialista Hugo Martínez, del FMLN, quien obtuvo 389 289 votos (14.41 %). Este resultado marcó el fin de treinta años de bipartidismo; al conocer su triunfo en las elecciones, Bukele declaró: «Este día El Salvador ha pasado la página de la posguerra y ahora podemos empezar a ver hacia el futuro». El TSE le entregó las credenciales de presidente electo en acto solemne el 15 de febrero de ese año.
El 7 de marzo de 2019, enfrentó un juicio por calumnia en el que pidió disculpas a Eugenio Chicas, exportavoz del Gobierno de Sánchez Cerén, por acusarlo de violar a una menor de edad y acordó el pago de 50 000 dólares, la mitad de lo que exigía el demandante. El caso se remonta a octubre de 2017, cuando el entonces alcalde de San Salvador dijo en un programa televisivo matutino que Chicas había sostenido «relaciones con su hija de crianza» menor de edad y de casarse con ella para «evitar la cárcel», acusaciones que la propia esposa del exfuncionario negó en un video publicado en sus redes sociales. Chicas demandó a Bukele y arremetió contra sus críticas a la cúpula del FMLN y por una supuesta agresión a la entonces síndica Xóchitl Marchelli, quien también denunció a Bukele. En cuanto a ese último caso, aunque Marchelli desistió de la denuncia en octubre de 2018, la Ley Especial Integral para una Vida Libre de Violencia para las Mujeres no permite la conciliación entre las partes, por lo que el proceso continuó por ser de «trascendencia pública». El 29 de marzo de 2019, un juzgado especializado absolvió a Bukele al considerar que no existía el delito que atribuía la fiscalía.
El 2 de mayo de 2019, a través de su cuenta de Twitter, comenzó a nombrar a sus futuros ministros de Gobierno a tres meses de su triunfo electoral, porque su equipo de transición buscaba personas sin «pasado oscuro» y evitando el «reciclaje de funcionarios», lo que le valió críticas de algunos sectores. También anunció que el proceso de transición presidencial sería del 27 al 31 de mayo. Para la toma de posesión, la Asamblea Legislativa aprobó una partida especial de 1 millón de dólares, mientras que la delegación distrital 1 de la alcaldía capitalina autorizó la ceremonia en la plaza cívica capitán general Gerardo Barrios, ubicada en el centro histórico de San Salvador.

## Presidente de la República (2019-presente)

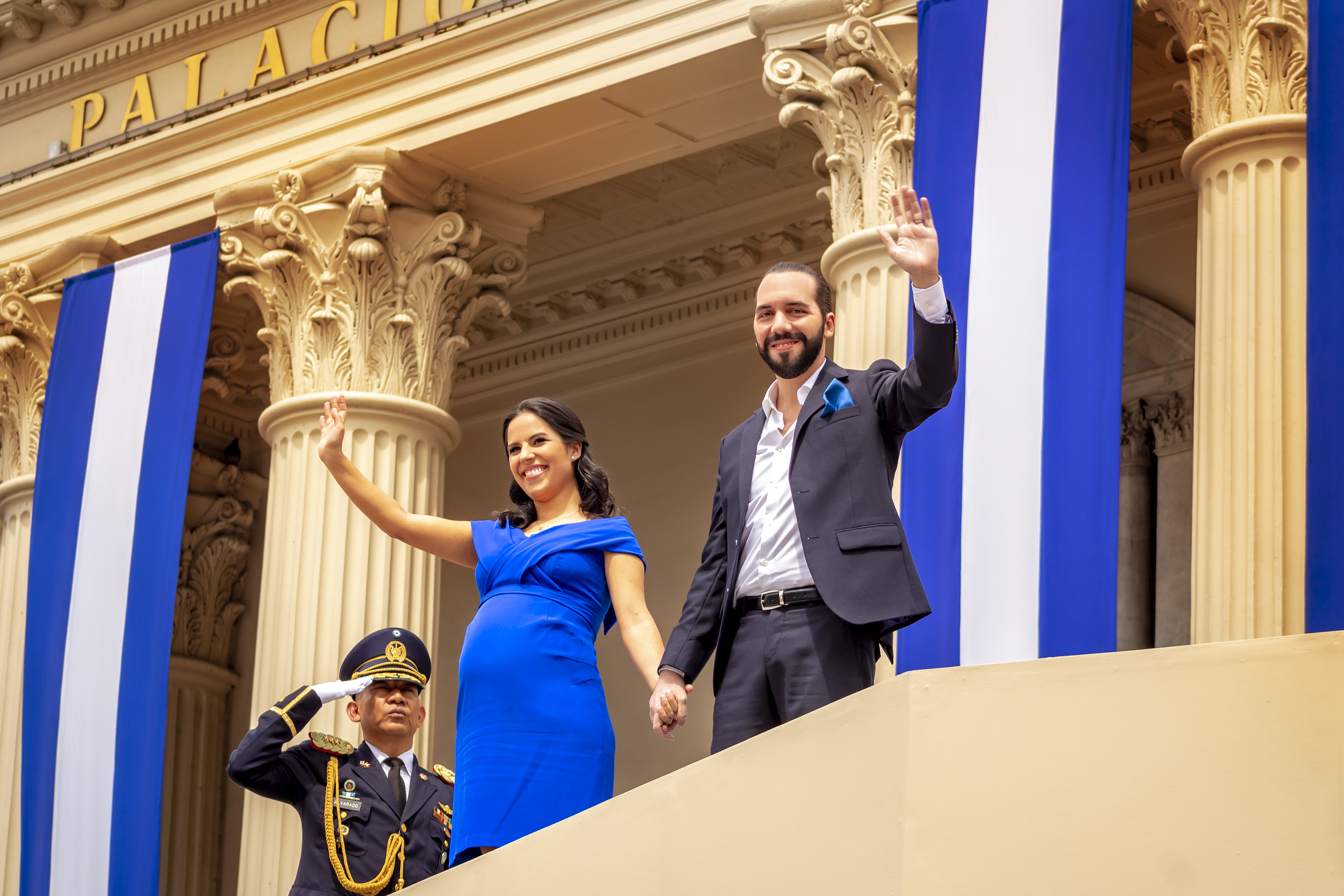
Nayib Bukele y Gabriela Rodríguez de Bukele durante el evento de toma de posesión (2019) en la plaza Gerardo Barrios.

Bukele asumió la presidencia de la República el 1 de junio de 2019, como el 61.º presidente de El Salvador. Tras una solicitud aprobada por la Asamblea Legislativa, Bukele obtuvo una licencia temporal del cargo para poder participar como candidato presidencial en la Elección Presidencial de 2024. Durante el período de licencia otorgado, Claudia Rodríguez de Guevara, asumió como designada por el presidente de la República, encargada del Despacho.

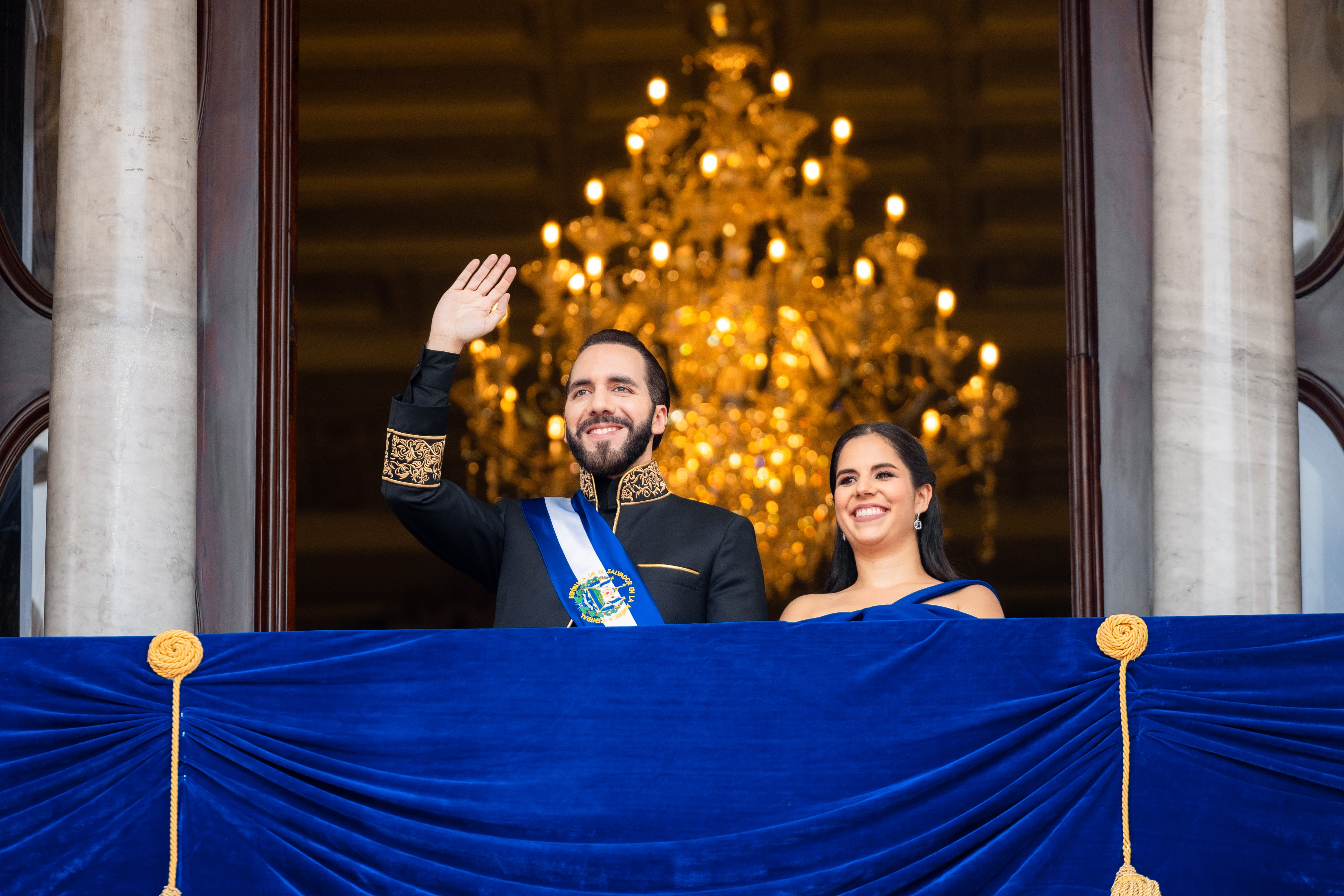
Nayib Bukele y Gabriela Rodríguez de Bukele durante la Investidura Presidencial (2024).

En los comicios de febrero de 2024, Bukele resultó electo como Presidente de El Salvador para el quinquenio 2024-2029, al obtener el 84.65 % de votos según lo certificado por el Tribunal Supremo Electoral. Una vez culminado su periodo de licencia, Nayib Bukele tomó nuevamente posesión del cargo el 1 de junio de 2024, iniciando así su segundo mandato constitucional al frente de la Presidencia salvadoreña, el cual está programado para finalizar el 1 de junio de 2029.
El 6 de septiembre de 2019, al cumplirse los primeros cien días de su mandato, Bukele destacó la reducción en la tasa de homicidios, con un promedio de 4.2 diarios, y el fortalecimiento diplomático con el Gobierno federal de los Estados Unidos bajo la Administración Trump. Si bien ARENA elogió el combate a la delincuencia, el FMLN criticó sus intentos de «imponerse a las leyes y la institucionalidad». Bukele había desmantelado proyectos insignia de los gobiernos efemelenistas, como la Secretaría de Inclusión Social —con recortes a Ciudad Mujer y reasignación al Ministerio de Desarrollo Local—, el Programa de Apoyo Temporal al Ingreso del Fondo de Inversión Social para el Desarrollo Local (FISDL) y la Red Jóvenes con Todo del Instituto Nacional de la Juventud (INJUVE), cuestionados por algunos críticos como clientelismo político a favor del partido de izquierda. Por otro lado, a través de mensajes de Twitter, Bukele ordenó el despido de alrededor de 3000 funcionarios afines al anterior partido en el poder que seguían en cargos de confianza, entre los que había familiares del expresidente Sánchez Cerén y miembros de la cúpula del FMLN; uno de los cesados fue el director general de Protección Civil, Jorge Meléndez, señalado en el asesinato del periodista y poeta Roque Dalton. No obstante, en julio había nombrado a su medio hermano Yamil Bukele presidente ad honorem del Instituto Nacional de los Deportes de El Salvador (INDES), a su tío Miguel Kattán secretario de Comercio e Inversión y a su primo Guillermo Hasbún presidente del Centro Internacional de Ferias y Convenciones (CIFCO), designaciones señaladas como una «contradicción» por la oposición, que han calificado a su gobierno de «tribal» por la «influencia» que ejerce su familia cercana en los asuntos públicos. Tales acusaciones datan desde que era alcalde de San Salvador.

### Crisis política de 2020
En febrero de 2020, Bukele quiso obtener un préstamo de Estados Unidos de 109 millones de dólares para el financiamiento del Plan Control Territorial, con el que reforzaría el presupuesto de la Policía Nacional Civil (PNC) y reduciría la delincuencia callejera mediante el enfrentamiento violento de las pandillas. Desde el principio ARENA y FMLN se opusieron al plan con el argumento de que las anteriores políticas en materia de orden público que ellos habían aplicado en sus gobiernos incrementaron la militarización de la PNC. GANA no tenía mayoría en la Asamblea Legislativa, que estaba en manos de los opositores ARENA y FMLN; Nuevas Ideas no contaba con representación parlamentaria dada su reciente creación. Durante la campaña presidencial, Bukele prometió que tomaría medidas contra la violencia de las pandillas y la corrupción. Los dos principales partidos de oposición se negaron a aprobar la solicitud de préstamo y exigieron una mayor transparencia sobre dónde se asignarían los fondos, lo que Bukele rehusó aceptar. Las negociaciones se interrumpieron y quedaron estancadas en la Asamblea Legislativa a fines de enero de 2020.
Bukele reunió a sus aliados para pedir a la oposición que aprobara el préstamo y, el 6 de febrero de 2020, Bukele invocó el artículo 167 de la Constitución de la República que «convoca extraordinariamente a la Asamblea Legislativa, cuando los intereses de la República lo demanden», a una sesión plenaria para el 9 de febrero. Cuando la reunión se suponía que iba a ocurrir, Bukele ingresó acompañado de soldados a la Asamblea Legislativa con el fin de intimidar a los legisladores para que aprobaran el préstamo. Ya en la Asamblea, se sentó en la silla del presidente del Órgano Legislativo y, al ver que el pleno no alcanzó el cuórum, hizo una oración y llamó a la «insurrección popular» (descrita en el artículo 87 de la Constitución). No obstante, al salir del edificio pidió sus seguidores «mantener la calma ante los hechos registrados»; más tarde dijo: «El pueblo se enojó cuando pedí calma, pero si hubiera querido hubiera tomado el control de todo el Gobierno esta noche». Se reportaron pequeñas manifestaciones en protesta por la acción militar, principalmente en los alrededores de la sede central de la Universidad de El Salvador, que no superaron en número a la concentración de simpatizantes de Bukele frente a la Asamblea Legislativa antes de su ingreso al recinto. En las redes sociales la mayoría de los salvadoreños expresó su apoyo a Bukele y, el 16 de febrero, se reunió una multitud de seguidores que demandaba la aprobación del préstamo. Las encuestas realizadas en las semanas posteriores mostraban que Bukele conservó un amplio respaldo, mientras que los partidos opositores perdían simpatía.
El hecho fue condenado por la oposición como un intento de «autogolpe» y la Corte Suprema de Justicia de El Salvador ordenó al presidente «abstenerse de usar a la Fuerza Armada en actividades contrarias a los fines constitucionales». En un comunicado, Estados Unidos calificó el ingreso de soldados a la Asamblea Legislativa como «inaceptable» y «viola la separación de poderes de las instituciones democráticas de ese país». Tanto ARENA como el FMLN compararon posteriormente este evento con la toma del Capitolio de los Estados Unidos en enero de 2021, equiparación rechazada por el oficialismo.
La Asamblea Legislativa creó comisiones especiales para interpelar a los funcionarios involucrados. El ministro de la Defensa Nacional, René Francis Merino Monroy, declaró que «no se realizó ninguna operación militar» y que lo que ocurrió fue un «procedimiento ordinario». Los diputados exigieron su destitución, pero Bukele contestó que no lo haría y defendió el trabajo del funcionario en la emergencia sanitaria por COVID-19. En su informe final, la comisión de investigación parlamentaria también llamó a cesar, entre otros, al director de la PNC, Mauricio Arriaza Chicas.

### Control de la pandemia por COVID-19
Como medidas preventivas ante la llegada de la pandemia de COVID-19, el 11 de marzo de 2020, el Gabinete de Nayib Bukele declaró la cuarentena nacional, suspendió las actividades para instituciones educativas públicas y privadas y se prohibió la entrada al país de cualquier extranjero que no fuera residente o diplomático para evitar la propagación del SARS-CoV-2. Pese a estas estrictas medidas, entre otras, el primer caso de COVID-19 en El Salvador se reportó el 18 de marzo; el infectado era una persona procedente de Italia que ingresó por un punto ciego en Metapán. Durante la cuarentena, 4236 personas fueron detenidas por la Policía Nacional Civil (PNC) por violar la orden de confinamiento. Algunas organizaciones de derechos humanos, como Human Rights Watch, criticaron los arrestos y presuntos abusos policiales. La citada ONG también criticó las condiciones de vida en las cárceles tras la autorización de Bukele del «uso de la fuerza letal» por la PNC y la difusión de fotografías de grupos de reos sometidos, refiriéndose a estos tratos como «inhumanos» porque estas medidas en los centros penales fueron «indefinidas». Por el lado económico, la ESEN alertó que el impacto del confinamiento bajaría los ingresos de las familias cuyos medios de subsistencia se vieron afectados, la suspensión de la actividad económica golpearía las finanzas públicas y ampliaría el déficit fiscal, habría poca entrada de divisas por la paralización de empresas exportadoras y el empleo formal resultaría afectado; también pronosticaron dificultades para cumplir con obligaciones financieras y de pago a proveedores. El 27 de marzo, Bukele nombró a Francisco Alabí ministro de Salud en sustitución de Ana Orellana Bendek, quien era objeto de críticas por su «ausencia» en las primeras semanas de la emergencia sanitaria.

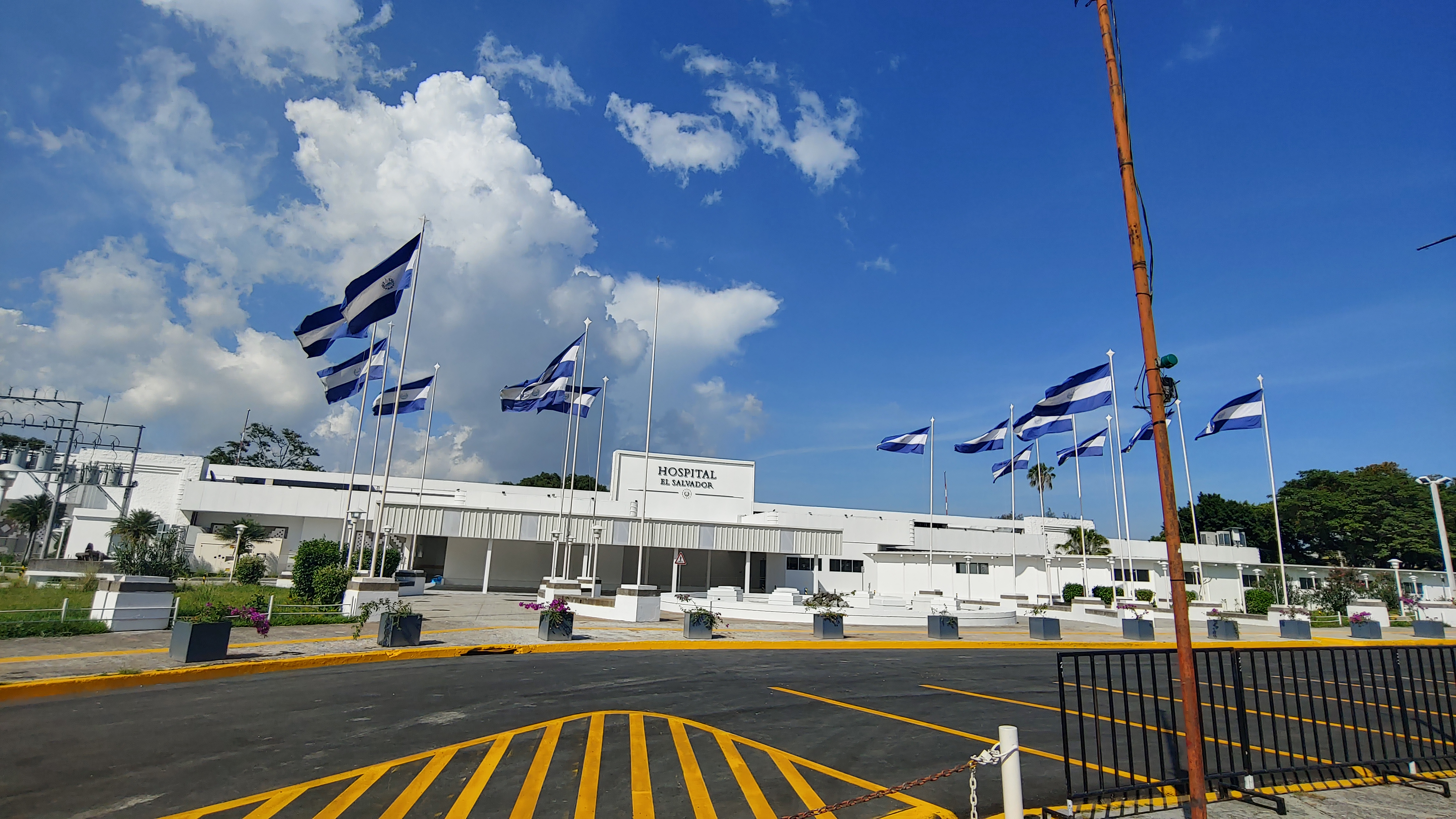
Fachada de Hospital El Salvador, anteriormente Centro Internacional de Ferias y Convenciones (CIFCO).

El 27 de mayo de 2020, Estados Unidos donó 250 respiradores artificiales a El Salvador; en la rueda de prensa donde se recibió los ventiladores, Bukele afirmó que tomaba hidroxicloroquina. El 22 de junio, inauguró la primera fase del Hospital El Salvador (HNES), el nosocomio más grande de América Latina utilizado exclusivamente para el tratamiento de casos de COVID-19, con una capacidad de 400 camas, 105 unidades de cuidados intensivos, 295 unidades de cuidados intermedios y 240 médicos y con una inversión de 100 millones de dólares. La tercera y última fase fue abierta al público el 12 de abril de 2021 como el «megacentro de vacunación contra COVID-19» y que estuvo en funcionamiento hasta el 28 de agosto de 2022, cuando se descentralizó la vacunación al primer nivel de atención del sistema nacional de salud.
El 13 de mayo de 2021, Bukele donó 34 000 dosis de la vacuna contra la COVID-19 a varios pueblos y aldeas de Honduras luego de las súplicas de sus alcaldes por vacunas. En ese momento, El Salvador había recibido 1.9 millones de dosis, mientras que Honduras solo había recibido 59 000. Bukele donó 44 000 dosis adicionales a Honduras el 19 de junio de 2021 luego de que México también enviara 154 100 dosis el día anterior. El Congreso Nacional de Honduras reconoció a Bukele con la Gran Cruz Extraordinaria con Placa de Oro por «el apoyo al pueblo hondureño durante los huracanes Eta e Iota y la pandemia por el COVID-19», lo que fue criticado por sectores opositores en El Salvador.
Durante los primeros meses de la pandemia, el Ejecutivo se enfrascó en una disputa con el Legislativo y Judicial debido a que estos últimos le impidieron aplicar medidas estrictas en el confinamiento. La Sala de lo Constitucional de la Corte Suprema de Justicia alcanzó protagonismo al dirimir las controversias entre la Asamblea Legislativa, entonces de mayoría opositora, y el Gobierno de Bukele por las medidas adoptadas para el control de la enfermedad. Los magistrados declararon inconstitucional la cuarentena domiciliar obligatoria, las detenciones de infractores del cierre nacional y su confinamiento en albergues, la inadmisión de salvadoreños y extranjeros con residencia definitiva si no presentaran una prueba PCR con resultado negativo en aduanas, la declaración de estados de emergencia o el establecimiento de fases de reapertura económica sin el beneplácito de la Asamblea Legislativa, entre otras decisiones. Debido a esto, Bukele mantuvo una retórica intimidatoria contra los magistrados constitucionalistas: «Si fuera un dictador, los hubiera fusilado a todos. Salvas mil vidas a cambio de cinco.» Pese a la negativa de la Asamblea Legislativa controlada por la oposición, la opinión pública respaldó las acciones del Gobierno de Bukele en la emergencia sanitaria: más del 80 % de los encuestados aprobaba las medidas implementadas, como el pago diferido de cuotas vinculadas con servicios básicos, el subsidio de $300 para la compra de alimentos, la entrega de los paquetes alimentarios, un bono de $500 a estudiantes de ciencias de la salud que prestaron servicios ad honorem durante la pandemia, entre otras. Este apoyo popular fortaleció a su partido Nuevas Ideas, que ya era favorito para las elecciones legislativas y municipales de 2021.
La Organización Mundial de la Salud (OMS) reportó el 15 de febrero de 2023 que se contabilizaban 201 785 casos confirmados, 4230 defunciones y 11 343 183 dosis administradas de vacunas. El director general de la OMS, Tedros Adhanom, reconoció al Gobierno salvadoreño por seguir «un enfoque integral para frenar la transmisión, capacitar trabajadores de la salud, impulsar el tratamiento y prepararse para el lanzamiento de vacunas» y llamó a documentar sus «acciones de alto impacto». Algunos médicos infectólogos salvadoreños expresaron escepticismo ante las cifras oficiales que el Ministerio de Salud entrega a la OMS.

### Crisis política de 2021
Los diputados de la legislatura 2018-2021 y los magistrados del Órgano Judicial elegidos en 2018 tenían una evaluación negativa según los sondeos de opinión, principalmente por las decisiones que tomó el Ejecutivo para enfrentar la pandemia de COVID-19 y la delincuencia. Antes de las elecciones legislativas y municipales de 2021, el entonces diputado Rodolfo Parker (PDC) reconoció que había promovido una alianza con ARENA y FMLN para intentar sabotear las acciones preventivas del Gobierno de Bukele en la emergencia sanitaria y el financiamiento del Plan Control Territorial. Por otro lado, el diputado Ricardo Velásquez Parker (ARENA) presentó una iniciativa para evaluar la incapacidad física o mental del presidente y el inicio de un proceso de antejuicio y destitución, presuntamente como una condena por el «autogolpe» de 2020, aunque no siguieron adelante por presión nacional e internacional; la acción fue repudiada por Bukele como un «intento de golpe de Estado parlamentario».
El 28 de febrero de 2021, el partido Nuevas Ideas obtuvo la mayoría de los escaños en la Asamblea Legislativa y, el 1 de mayo de 2021, durante la primera sesión plenaria, hizo una coalición con otros tres partidos políticos (GANA, PDC y PCN) para obtener el control de dos tercios de la legislatura 2021-2024. Ese mismo día, el pleno aprobó la destitución de los magistrados propietarios y suplentes de la Sala de lo Constitucional de la Corte Suprema de Justicia y del fiscal general de la República, Raúl Melara, en aplicación del artículo 186 de la Constitución de la República. Los diputados oficialistas aseguraron que los magistrados «actuaron contra la Constitución, poniendo en primer lugar intereses particulares sobre la salud y la vida de toda la población», en referencia a las sentencias de inconstitucionalidad que limitaron la acción gubernamental en la emergencia sanitaria.
Antes de que el pleno legislativo aprobara las destituciones, la Sala elegida en 2018 publicó el Mandamiento judicial de inconstitucionalidad 1-2021 por el que dicta que la decisión legislativa «viola la forma de gobierno republicana, democrática y representativa [… y] la independencia judicial». El hecho fue tachado un «autogolpe» por políticos de la oposición y acusaron a Bukele y Nuevas Ideas de cometer una «toma del poder». Hubo una serie de condenas de organizaciones nacionales e internacionales que exigían la restitución de los funcionarios. El incidente fue rechazado por Estados Unidos y citado por algunos críticos como un caso de «retroceso democrático».
El presidente Bukele y la Asamblea Legislativa de mayoría oficialista respondieron que los cambios eran «irreversibles» y desconocieron la orden jurisdiccional que invalidaba la destitución, porque los magistrados «ya estaban destituidos cuando [la] emitieron». El 18 de mayo de 2021, las demandas de impugnación del proceso fueron desestimadas por la Sala de lo Contencioso Administrativo de la Corte Suprema de Justicia. La destitución de los magistrados constitucionalistas y el fiscal general fueron respaldadas por la población salvadoreña, con alrededor del 70 % de los encuestados.

### Adopción del bitcoin y pago de bonos
El 5 de junio de 2021, Bukele anunció que presentaría un proyecto de ley a la Asamblea Legislativa que convertiría a El Salvador en la primera nación en hacer del bitcoin (₿) una de las monedas de curso legal, además del colón salvadoreño (actualmente fuera de circulación, pero vigente legalmente) y el dólar estadounidense. El Legislativo aprobó la propuesta el 8 de junio de 2021 y entró en vigencia el 7 de septiembre de 2021. Desde ese día los comerciantes salvadoreños están obligados a aceptar esta criptomoneda como forma de pago. El 17 de junio de 2021, el Banco Mundial rechazó una solicitud del Gobierno salvadoreño para ayudar con la implementación del bitcoin como moneda de curso legal, alegando preocupaciones sobre la transparencia y los efectos ambientales de la minería de bitcoin. El 24 de junio de 2021, Athena Bitcoin anunció que tenía la intención de invertir 1 millón de dólares en la instalación de 1500 cajeros automáticos de criptomonedas que permitirían a los usuarios cambiar dólares estadounidenses por bitcoin y viceversa.
El 6 de septiembre de 2021, el Gobierno salvadoreño había comprado los primeros ₿400, un día antes de que entrara en vigencia la Ley Bitcoin, que convirtió a El Salvador en el primer país en hacer que la divisa digital fuera utilizada como moneda de curso legal. Ese día el precio del bitcoin «se desplomó» de $52 000 por bitcoin a menos de $43 000, alcanzando, en un momento de la negociación, «su nivel más bajo en casi un mes». Mientras tanto, plataformas como Apple y Huawei no estaban ofreciendo la billetera digital respaldada por el Gobierno salvadoreño, llamada Chivo, y los servidores de Internet se vieron obligados a desconectarse después de verse desbordados con los registros de usuarios. Actualmente la billetera digital está disponible en Google Play, Apple Store y AppGallery. 
En noviembre de 2021 presentó los planes de construcción de la primera «ciudad bitcoin» del mundo en la sureste del departamento de La Unión en la base del volcán de Conchagua, que utilizaría energía geotérmica para impulsar la minería de bitcoin. Bukele planeaba emitir deuda en criptomoneda para construir esta localidad por medio de los «bonos volcán».
Para enero de 2022, el precio del bitcoin había caído un 45 % desde noviembre de 2021. El valor de los bonos de El Salvador se depreció ante un hipotético deterioro de la capacidad crediticia y el Fondo Monetario Internacional (FMI) detuvo sus conversaciones con el Gobierno salvadoreño sobre un acuerdo de préstamo e instó a derogar la Ley Bitcoin por las preocupaciones sobre su volatilidad y la disminución de la transparencia. El economista conservador Steve Hanke, escéptico del bitcoin y otrora asesor del proceso de dolarización en el país, opinó que «El Salvador ahora tiene la deuda soberana más angustiada del mundo, todo por la locura del bitcoin. Los mercados piensan que Bukele, en efecto, se ha vuelto loco». Hanke y otros analistas especulan que la adopción del bitcoin es el primer paso para suprimir la dolarización y emitir una moneda digital nacional, lo que flexibilizaría el gasto público y reduciría el impacto de sanciones estadounidenses.
El 27 de julio de 2022, Bukele anunció que el Gobierno salvadoreño recompraría 560 millones de dólares en bonos de deuda con vencimiento en 2023 y 2025 para «aliviar las preocupaciones» de que el país no cumpliría con sus deudas; un mes antes algunos economistas habían afirmado que era poco probable que el país tuviera la suficiente capacidad para lograrlo. El 16 de febrero de 2023, tres semanas después del anuncio de la recompra de deuda en 800 millones de dólares más intereses a los acreedores, Bloomberg señaló que Bukele «le ganó a Wall Street» y que «quedaron sorprendidos» por la firme disposición de pagar del Gobierno salvadoreño.  En septiembre de 2022, Bukele se burló del Banco de Inglaterra después de que la libra esterlina cayera a su tasa de cambio más baja de la historia frente al dólar estadounidense y tuiteó «te lo dije» en referencia a un mensaje de noviembre de 2021 que criticaba a la institución británica por «imprimir dinero de la nada».
En enero de 2023, la Asamblea Legislativa aprobó un proyecto de ley del Ejecutivo para regular las emisiones de ofertas públicas en activos digitales, con lo que buscan atraer inversión nacional y extranjera y mejorar las oportunidades de financiamiento para los ciudadanos, las empresas y el sector público. Con esta ley se establecen normas para la creación de bonos bitcoin salvadoreños, bautizados por Bukele como «bonos volcán», propuesta que no convence a organismos como el FMI. Cerca del 75 % de los salvadoreños encuestados no usaron el bitcoin durante 2022 y, según analistas, su adopción como moneda de curso legal es la «medida más impopular del gobierno de Nayib Bukele, la más criticada y la peor evaluada».
En enero de 2025, el Salvador abandonó el bitcoin como moneda de curso legal, ante la falta de adopción por parte de la población, debido a su alta volatilidad, y a la presión del FMI, que condicionó una ayuda de 1400 millones de dólares a 'mitigar los riesgos del bitcoin'. 

### Plan Control Territorial y «guerra contra las pandillas»
El 20 de junio de 2019, Bukele anunció el lanzamiento del Plan de Control Territorial que aumentaría la vigilancia policial de ciertas áreas del país en un esfuerzo por combatir las altas tasas de criminalidad y las pandillas en el país. De acuerdo al plan, tanto la Policía Nacional Civil (PNC) como la Fuerza Armada de El Salvador (FAES) también estarían dotadas de armas de fuego, municiones y chalecos. Como resultado, la tasa de homicidio intencional de El Salvador se redujo de 52 asesinatos por cada 100 000 habitantes en 2018 —la más alta del mundo en ese momento— a 36 en 2019; en 2020 se estimó en 19.7, en 2021 a 17.6 y en 2022 a 7.8. InSight Crime se refirió a la tasa de homicidios de 2021 como «inimaginable», ya que, seis años antes, en 2015, era de 103 por cada 100 000 personas. En enero de 2023, el Gobierno salvadoreño anunció que se registraron 496 homicidios en 2022, una disminución del 56.8 % en comparación a los 1147 homicidios en 2021; se atribuyó la reducción de asesinatos a la desarticulación de las pandillas. El Plan Control Territorial tuvo dificultades de financiamiento por el bloqueo de fondos durante la legislatura 2018-2021, que incluso llevaron a la crisis institucional de 2020, pero después de las elecciones de 2021, con la oposición reducida a 20 diputados de los 60 que tenía anteriormente, la recién instalada legislatura 2021-2024 aprueba cada solicitud del Ejecutivo en materia de seguridad.
A finales de marzo de 2022, los homicidios aumentaron de forma abrupta, específicamente el viernes 25 y sábado 26, 14 y 62 respectivamente; el 26 de marzo fue el día más mortífero en la historia salvadoreña en 30 años desde el final de la guerra civil, con 62 asesinatos. La mayoría de los asesinatos fueron cometidos por la MS-13 y Barrio 18. Los críticos sostienen que la supuesta ruptura de un «pacto» entre el Gobierno  y la MS-13 habría desencadenado una ola de asesinatos. Ante ello, Bukele convocó al ministro de Justicia y Seguridad Pública, el ministro de la Defensa Nacional, el director de la PNC y el director general de Centros Penales. El sábado 26, Bukele solicitó a la Asamblea Legislativa decretar régimen de excepción, tomando como base lo establecido en el artículo 29 de la Constitución de la República. El régimen de excepción fue aprobado la madrugada del domingo 27 de marzo, con 67 votos a favor y entró en vigencia ese mismo día. La Asamblea Legislativa aprobó la prórroga del régimen de excepción en diez ocasiones; la primera el 24 de abril de 2022 y la más reciente el 16 de mayo de 2023. La legislación salvadoreña tipifica como grupos terroristas a las pandillas desde 2015, cuando la Sala de lo Constitucional las catalogó como tales, así a como sus «jefes, miembros, colaboradores, apologistas y financistas», y declaró ilegal cualquier tipo de negociación con ellos. La Asamblea Legislativa reformó el Código Penal y Procesal para criminalizar el formar parte de una pandilla con penas de hasta 20 años de cárcel y para los cabecillas se elevan a 40 a 45 años. También aprobó una modificación de la Ley Especial de Ocursos de Gracia para prohibir los indultos en delitos vinculados a pandillas, entre otros. Bukele ya había autorizado a los militares y policías el uso de la fuerza letal contra las pandillas en abril de 2020.

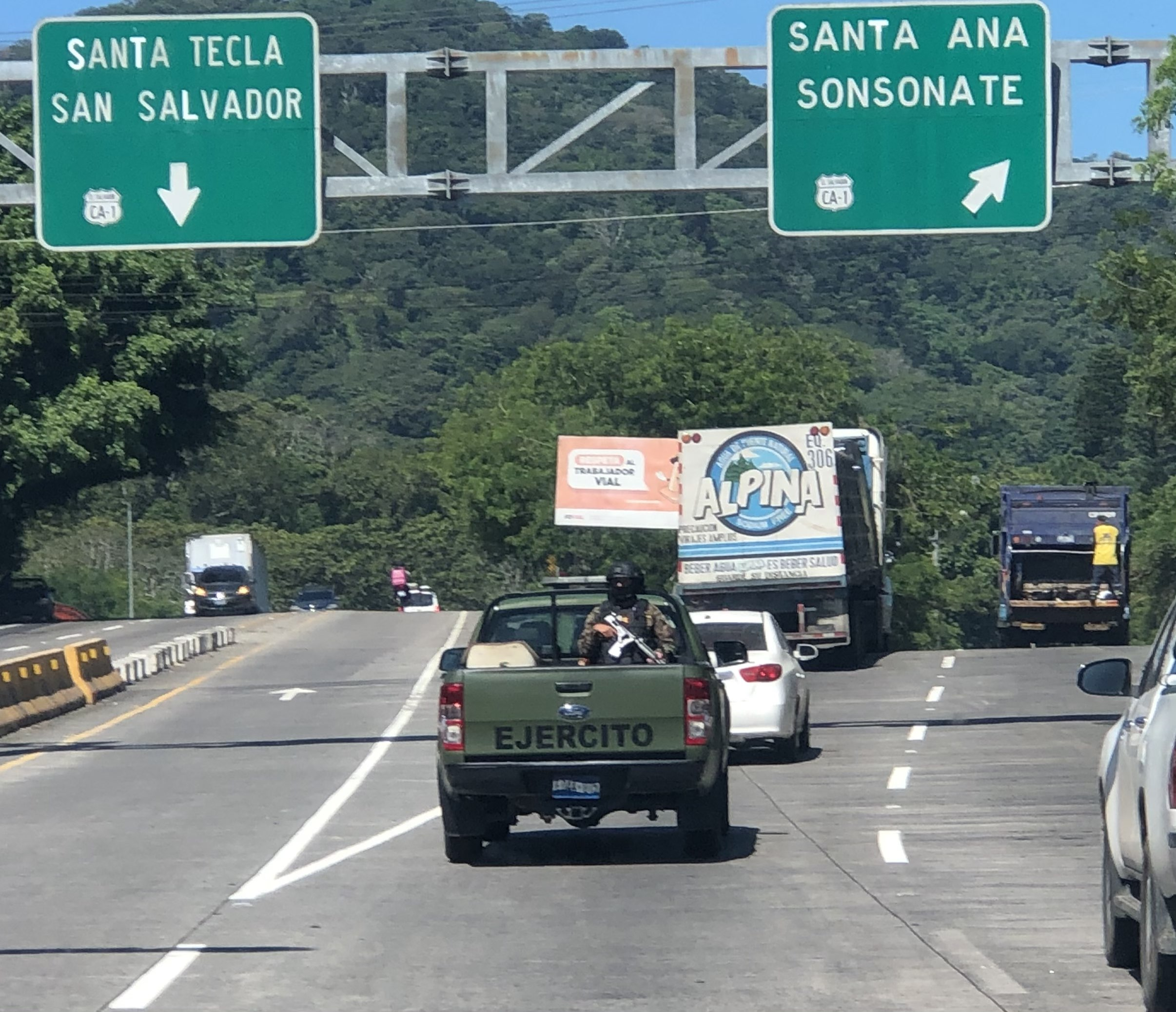
Patrulla de la Fuerza Armada en Santa Tecla en julio de 2022.

Durante la aplicación del régimen de excepción hasta mayo de 2023, el Ministerio de Justicia y Seguridad Pública aseguró que 68 579 pandilleros y vinculados a las estructuras terroristas han sido capturados y se mantienen en las cárceles del Sistema Penitenciario de El Salvador, entre ellos 1201 cabecillas de las estructuras de la Mara Salvatrucha, Mara Barrio 18 y Mara Mao Mao, además de 10 de los 15 jefes de las pandillas. El Ministerio de la Defensa Nacional aseguró que en 2022 se había convertido en el año con menos homicidios en la historia reciente de El Salvador, en el que se contabilizaron 496 casos. Según cifras del Ministerio de Justicia, la guerra contra las pandillas ha permitido incautar a las estructuras criminales 1.6 millones de dólares, 2752 armas de fuego, 3669 vehículos y 16 580 teléfonos celulares empleados para coordinar actos delictivos. También se ha reportado una disminución de los indicadores del delito de extorsión, una de las principales fuentes de ingresos ilegales de las pandillas. El 3 de noviembre de 2022, el Gobierno comenzó a destruir lápidas de pandilleros, excepto los ataúdes, para evitar que se conviertan en «santuarios» y afirmó que «los terroristas ya no podrán “glorificar” la memoria de criminales muertos». Bukele comparó la remoción de las lápidas de los pandilleros con el proceso de desnazificación en la Alemania ocupada por los Aliados y también comparó a las pandillas con los nazis. En octubre y diciembre de ese año se realizaron cercos militares a los municipios de Comasagua y Soyapango y la comunidad Tutunichapa I de San Salvador con el envío de soldados y policías para rodear las poblaciones y arrestar a los pandilleros. El 10 de mayo de 2023, Bukele anunció que desde el inicio de su mandato presidencial llevaban acumulados 365 días sin homicidios y lo atribuyó al Plan Control Territorial y el régimen de excepción.
A nivel nacional, el régimen de excepción y el Plan Control Territorial tienen un amplio respaldo de la población. Una encuesta de Gallup de abril de 2022 encontró que el 91 % de los salvadoreños apoyaba las acciones del Gobierno en materia de seguridad. Muchos salvadoreños explicaron que estaban cansados de la violencia y gran parte de los salvadoreños que viven en los Estados Unidos apoyaron la guerra contra las pandillas. El arzobispo salvadoreño José Luis Escobar Alas expresó su apoyo al régimen de excepción en julio de 2022.
En abril de 2022 la Oficina del Alto Comisionado de las Naciones Unidas para los Derechos Humanos (ACNUDH) calificó las acciones de la PNC y la FAES de «uso innecesario y excesivo de la fuerza». A principios de mayo, Human Rights Watch afirmó que había «evidencia creciente» y «acusaciones creíbles» de que las autoridades salvadoreñas estaban cometiendo violaciones de derechos humanos, como arrestos arbitrarios, desapariciones forzadas y muertes bajo custodia policial, durante el régimen de excepción. A principios de junio, Amnistía Internacional afirmó que el Gobierno cometió «violaciones masivas de derechos humanos», como la tortura, contra los encarcelados, que el 2 % de la población del país estaba en prisión y que hay 18 muertes bajo custodia policial. Las ONG que abogan por la libertad de prensa se «alarmaron» cuando la Asamblea Legislativa elevó las penas de prisión de 10 a 15 años a quienes difundan mensajes de las pandillas en medios de comunicación. En agosto, el Observatorio Universitario de Derechos Humanos (OUDH) de la UCA denunció presuntos casos de tortura cometidos en el régimen de excepción. Un dosier del OUDH informó acerca de detenciones arbitrarias, supuestas muertes de detenidos bajo custodia policial, hacinamiento carcelario y presuntas violaciones de los derechos humanos entre finales de marzo y principios de julio de ese año. En respuesta a las acusaciones, Bukele criticó a la comunidad internacional, específicamente a las ONG de derechos humanos, que «no dijeron nada cuando los delincuentes arrebataron decenas de vidas salvadoreñas, pero saltaron cuando empezamos a arrestarlos, porque según les estábamos violando sus derechos», y agregó que las ONG están «en contra de los derechos humanos» y que no permitirá que «vengan a nuestra casa a decirnos qué hacer o a darnos órdenes». También afirmó que las ONG «necesitan que nosotros [El Salvador] sigamos con problemas para poder seguir cobrando sus jugosos salarios». Bukele advirtió a los padres salvadoreños que mantengan a sus hijos alejados de las pandillas, porque les llevaría a «cárcel o muerte».
El 31 de enero de 2023, Bukele presentó el Centro de Confinamiento del Terrorismo (CECOT), un recinto carcelario de máxima seguridad ubicado en el municipio de Tecoluca (San Vicente) y que cuenta con una extensión de 1.6 km² y una capacidad para 40 000 reclusos. El centro penal tiene, además de pabellones para confinamiento de reos, un edificio para custodios, salas de audiencia por videoconferencia, celdas de castigo, fábricas para talleres, control de acceso con escáner de cuerpo completo y escáner para paquetes.
El Institut Européen d'Administration des Affaires (INSEAD) publicó en 2024 un caso de estudio titulado "El Salvador: de la capital mundial del homicidio a país de esperanza y prosperidad", que analiza la transformación socioeconómica y de seguridad pública experimentada por El Salvador entre 2019 y 2024. La investigación examina el contexto histórico del país, caracterizado por un conflicto armado interno (1979-1992), seguido por décadas de violencia asociada a organizaciones criminales transnacionales, factores que posicionaron al país como uno de los más violentos a nivel global, con tasas de homicidios que superaron los 100 por cada 100,000 habitantes en sus períodos más críticos. El documento académico analiza las políticas públicas implementadas durante la administración del Presidente Nayib Bukele (2019-2024), período en el cual el país experimentó una significativa reducción en sus índices de criminalidad, una restructuración de su deuda soberana y una mejora sustancial en su posicionamiento internacional. La investigación destaca la transformación de los indicadores de seguridad pública, desarrollo económico y percepción internacional sobre El Salvador.

### Reforma política

Mapa político oficial de El Salvador desde junio de 2023 con la reorganización territorial en 44 municipios y 262 distritos.

En noviembre de 2021, el Gobierno anunció la reducción del Fondo para el Desarrollo Económico y Social de los Municipios (FODES) del 10 % al 1.5 % y creación de la DOM de los ingresos corrientes netos del Presupuesto General del Estado, si bien Bukele había prometido en campaña que lo aumentaría un 2 %. También se disolvió el Instituto Salvadoreño de Desarrollo Municipal (ISDEM) para crear la Dirección General de Obras Municipales (DOM). Sus críticos le señalan intromisión en la autonomía municipal y centralización del poder, aunque Bukele y su partido ejecutaron la medida por la malversación de fondos públicos en las alcaldías cuando recibían los recursos del FODES y el Fondo de Inversión Social para el Desarrollo Local (FISDL), sustituido por el Ministerio de Desarrollo Local, y porque no los destinaban a obras de desarrollo local, sino para pagar planillas de empleados. Algunos detractores señalan que, ante el recorte presupuestario, algunas alcaldías comenzaron a cobrar onerosas tasas al sector mercantil, lo que Bukele comparó con la extorsión de las pandillas y exigió la eliminación de los impuestos y una disculpa pública de los alcaldes. Ante todo esto y a raíz del escándalo de corrupción en Soyapango, Bukele propuso la reducción del número de municipios, de 262 a «50 municipios como máximo». Según las encuestas, los concejos municipales controlados por Nuevas Ideas obtuvieron una baja calificación en 2022. El 1 de junio de 2023, en su discurso del cuarto año de gestión, Bukele propuso a la Asamblea Legislativa la reducción de alcaldías de 262 a 44, asegurando que esto permitiría «que aquellos más pobres ahora puedan recibir mayor recurso para obras e infraestructuras». También presentó la iniciativa de suprimir 24 escaños de los 84 de la Asamblea Legislativa, que fueron agregados en la circunscripción nacional (popularmente conocida como «plancha nacional» y declarada inconstitucional en 2003) desde la legislatura 1994-1997 por acuerdo de los partidos políticos para facilitar la elección de sus líderes «que tenían pocas probabilidades de ganar una diputación». La reducción del número de diputados y el cambio de fórmula de asignación de escaños (del cociente Hare al sistema D'Hondt) fueron aprobadas el 7 de junio y se aplicarán en las elecciones de 2024; mientras que la reorganización de las subdivisiones administrativas (44 municipios y 262 distritos) hizo lo propio el 13 de junio. La oposición criticó las propuestas como un «fraude» y un «cambio de las reglas del juego a favor del oficialismo».
En diciembre de 2021, la Asamblea Legislativa aprobó la Ley de Recursos Hídricos, que reconoce el acceso al agua como un derecho humano y al saneamiento como «componentes del derecho a un nivel de vida adecuado»; también prohíbe la privatización del agua «bajo ninguna condición» y crea la Autoridad Salvadoreña del Agua (ASA), que sustituye al Fondo Ambiental de El Salvador (FONAES) como el ente rector. La normativa fue criticada por organizaciones ambientalistas porque, según ellos, quedaron fueras las iniciativas que presentaron en la legislatura 2018-2021. En febrero de 2023, Bukele ordenó suspender temporalmente el cobro por uso del agua en el sector agropecuario como medida para paliar la crisis mundial de alimentos.
En agosto de 2022, la Asamblea Legislativa aprobó la disolución de la Dirección General de Estadística y Censos (DIGESTYC) y asignó sus funciones al Banco Central de Reserva de El Salvador, que a su vez las delegó en la recién creada Oficina Nacional de Estadística y Censos (ONEC), con la que busca modernizar el sistema estadístico nacional. La oposición señaló con esta acción Bukele buscaba limitar la transparencia de las cifras estadísticas oficiales.
En noviembre de 2022, Bukele anunció la reforma del sistema de pensiones y dijo que con la nueva Ley Integral del Sistema de Pensiones se pretende «beneficiar a los cotizantes, la pensión aumentará para todos, el patrono pagará 1 % más y el empleado seguirá pagando lo mismo, las administradoras de pensiones recibirán menos y la rentabilidad de los ahorros de pensiones subirá». La Asamblea Legislativa aprobó su propuesta después de pasar la revisión en la comisión correspondiente. La oposición señala que —si bien las pensiones por vejez aumentaron un 30 %, la pensión mínima por vejez se fijó en $400 y la pensión máxima es de $3000 mensuales— se excluyeron las pensiones por sobrevivencia e invalidez ni se incrementó la pensión básica universal de los adultos mayores; también que crecerán las obligaciones previsionales para el Estado y que este podrá usar fondos de los cotizantes del sistema privado para pagar las pensiones del sistema público. Aunque la ley prohíbe al Estado tomar fondos de pensión, le permite utilizar los «certificados de obligación previsional» (COP), que deberán comprar las administradoras de fondos de pensiones (AFP) y que servirán para el pago de las pensiones del sistema público. El Gobierno no reveló los 176 estudios actuariales con los que respalda la sostenibilidad del nuevo sistema. Los sindicatos protestaron y entregaron a Bukele propuestas de cambios en la nueva ley, argumentando que la pensión mínima de $400 «no alcanzará para cubrir el costo de vida».
En enero de 2023, la Asamblea Legislativa aprobó la derogación de la Ley de Adquisiciones y Contrataciones de la Administración Pública (LACAP) para sustituirla por la Ley de Compras Públicas (LCP), que ya no regulará la «adquisición de proyectos estratégicos de utilidad pública, las adquisiciones de la Dirección de Obras Municipales (DOM) y de bienes inmuebles», pero prohíbe a servidores públicos «ser ofertantes en la misma institución a personas jurídicas en las que estos servidores formen parte». Los partidos de oposición aseguraban que la LCP facilitaría la corrupción y que a Bukele «le incomodaba» la LACAP porque retrasaba sus obras públicas. Sin embargo, Nuevas Ideas señaló que la LACAP no impidió que empresas e instituciones ligadas a ARENA y FMLN resultaran favorecidas en las licitaciones públicas de proyectos, como tampoco evitó la «corrupción exagerada en el pasado».

### Medidas antiinflación
En marzo de 2022, Bukele promulgó una serie de once medidas antiinflación a raíz de la situación económica internacional afectada por la guerra entre Ucrania y Rusia, que ya venía arrastrando las secuelas de la pandemia de COVID-19 y los problemas en las cadenas de suministro. Entre las medidas destacan la fijación de los precios del combustible, el gas propano y la energía eléctrica, las disposiciones legales para incentivar la producción local y la exoneración de impuestos de importación de alimentos e insumos agrícolas, aunque esto no ha evitado críticas por el aumento del valor de la canasta básica de alimentos. El subsidio a los combustibles estuvo vigente hasta el 31 de diciembre de 2022, registrándose dos alzas de precios en el mes siguiente.
El 14 de enero de 2025, Bukele anunció medidas de alivio económico que incluyen la subvención gubernamental de los servicios básicos de agua y energía eléctrica para hogares salvadoreños. Las medidas establecen límites específicos de consumo para acceder al beneficio: hasta $30 en facturación de agua y un máximo de $80 en energía eléctrica. Estas medidas excluye expresamente a establecimientos comerciales, entidades gubernamentales y centros comerciales, enfocándose exclusivamente en el sector residencial. Según estimaciones oficiales, la iniciativa beneficiaría aproximadamente al 95% de los hogares salvadoreños.

### Transporte público
Bukele se comprometió a sancionar a los transportistas que aumenten las tarifas establecidas por la ley. Elementos de la PNC fueron desplegados en diferentes puntos del país para garantizar el cumplimiento de la normativa. El caso más sonado fue la detención del empresario Catalino Miranda, quien enfrenta un proceso penal por los delitos de venta a precio superior, resistencia y desórdenes públicos. Durante su campaña presidencial, Bukele propuso la construcción de un nuevo aeropuerto en la zona oriental del país para descongestionar el principal aeropuerto de El Salvador y dar un impulso económico a esta región salvadoreña. El 26 de abril de 2022, la Asamblea Legislativa aprobó una ley para iniciar la construcción del aeropuerto del Pacífico y el Tren del Pacífico. La nueva red ferroviaria tendrá una longitud de 535 km y el nuevo aeropuerto tendrá un tamaño de 11.755 m² en La Unión.

### Actividades culturales y educativas
Bukele ha promovido el surf como parte del mercado turístico salvadoreño. Entre sus proyectos en las costas salvadoreñas están «Surf City 1» en La Libertad, con financiación china, y «Surf City 2» en Usulután y San Miguel; ambos se centran en la infraestructura pública turística, el recurso humano y la población local.
El Salvador se ha posicionado como un centro importante para competencias internacionales de surf durante la administración del presidente Nayib Bukele. El país centroamericano ha sido seleccionado como sede de diversos torneos organizados por la Asociación Internacional de Surf, la principal entidad reguladora del surf a nivel mundial. En 2021, El Salvador albergó los ISA World Surfing Games, un evento que reúne a los mejores surfistas del mundo en diferentes categorías. Esta competencia se realizó nuevamente en territorio salvadoreño en 2023, consolidando la presencia del país en el circuito internacional de surf. En 2024, el país fue anfitrión de los ISA World Masters Surfing Championship, una competencia que convoca a surfistas veteranos de elite. Para 2025, el gobierno salvadoreño y la ISA han establecido acuerdos para la realización de dos importantes competencias en la playa El Sunzal, reconocida internacionalmente por sus condiciones óptimas para la práctica del surf. Los eventos programados son el World Longboard Surfing Championship, especializado en la modalidad de tabla larga, y los World Surfing Games, el torneo más prestigioso del calendario internacional de la ISA. El Salvador también ha albergado eventos como el WSL Championship Tour, Surf City El Salvador Pro de la Liga Mundial de Surf en 2023, Surf City El Salvador Longboard Classic y el Alas Pro Tour Surf City El Salvador 2023.
En enero de 2023 anunció que El Salvador sería la sede del Miss Universo a finales de ese año: «Estoy profundamente honrado de anunciar que El Salvador será la sede del próximo concurso de Miss Universe al final de este año. […] El Salvador es un país con una gran belleza, volcanes, café exquisito y nos hemos convertido en el país más seguro de Latinoamérica». La última vez que El Salvador fue sede del certamen de belleza fue en 1975.
Bukele inauguró la Biblioteca Nacional de El Salvador (BINAES) el martes 14 de noviembre de 2023. El moderno edificio, que tiene un costo reportado de 54 millones de dólares, fue financiado gracias a las estrechas relaciones diplomáticas y de cooperación que El Salvador ha establecido con la República Popular China en los últimos años. La BINAES fue construida en el mismo lugar donde anteriormente operó por décadas la antigua Biblioteca Nacional "Francisco Gavidia", la cual fue demolida. El nuevo edificio posee un moderno y vanguardista diseño arquitectónico, con amplios espacios para albergar un mayor acervo bibliográfico nacional. Entre las novedades que presenta la nueva biblioteca, destaca la implementación de un innovador sistema de atención al público durante las 24 horas del día, los 7 días de la semana. Esto convierte a la BINAES en la primera biblioteca pública en operar ininterrumpidamente en el mundo.
El 15 de marzo de 2025, Nayib Bukele anunció la implementación de un amplio programa nacional de becas dirigido a jóvenes que aspiren a cursar estudios superiores o técnicos, las Becas Roque Dalton son una iniciativa gubernamental diseñada para democratizar el acceso a la educación superior para estudiantes del sistema público educativo; según detalló el mandatario, los aspirantes deberán cumplir con tres requisitos fundamentales: mantener un rendimiento académico destacado, completar un proceso formativo específico de preparación universitaria y realizar sesenta horas documentadas de servicio comunitario, garantizando así que todos los graduados de bachillerato provenientes del sistema educativo público podrán incorporarse a este nuevo modelo formativo que les abrirá diversas opciones académicas, incluyendo licenciaturas, ingenierías, formación técnica especializada o cursos vocacionales orientados al mercado laboral, representando una significativa expansión de oportunidades educativas particularmente relevante para jóvenes provenientes de sectores socioeconómicos con recursos limitados, quienes tradicionalmente han enfrentado obstáculos económicos para continuar su formación académica.
El 19 de marzo de 2025, Bukele formalizó un convenio de becas para estudios superiores completos en el Key Institute (Instituto Kriete de Ingeniería y Ciencias), una institución académica que cuenta con respaldo institucional del Olin College of Engineering de Estados Unidos y el Instituto Tecnológico y de Estudios Superiores de Monterrey de México, ampliando así las oportunidades educativas en el ámbito de la ingeniería y las ciencias para estudiantes salvadoreños.

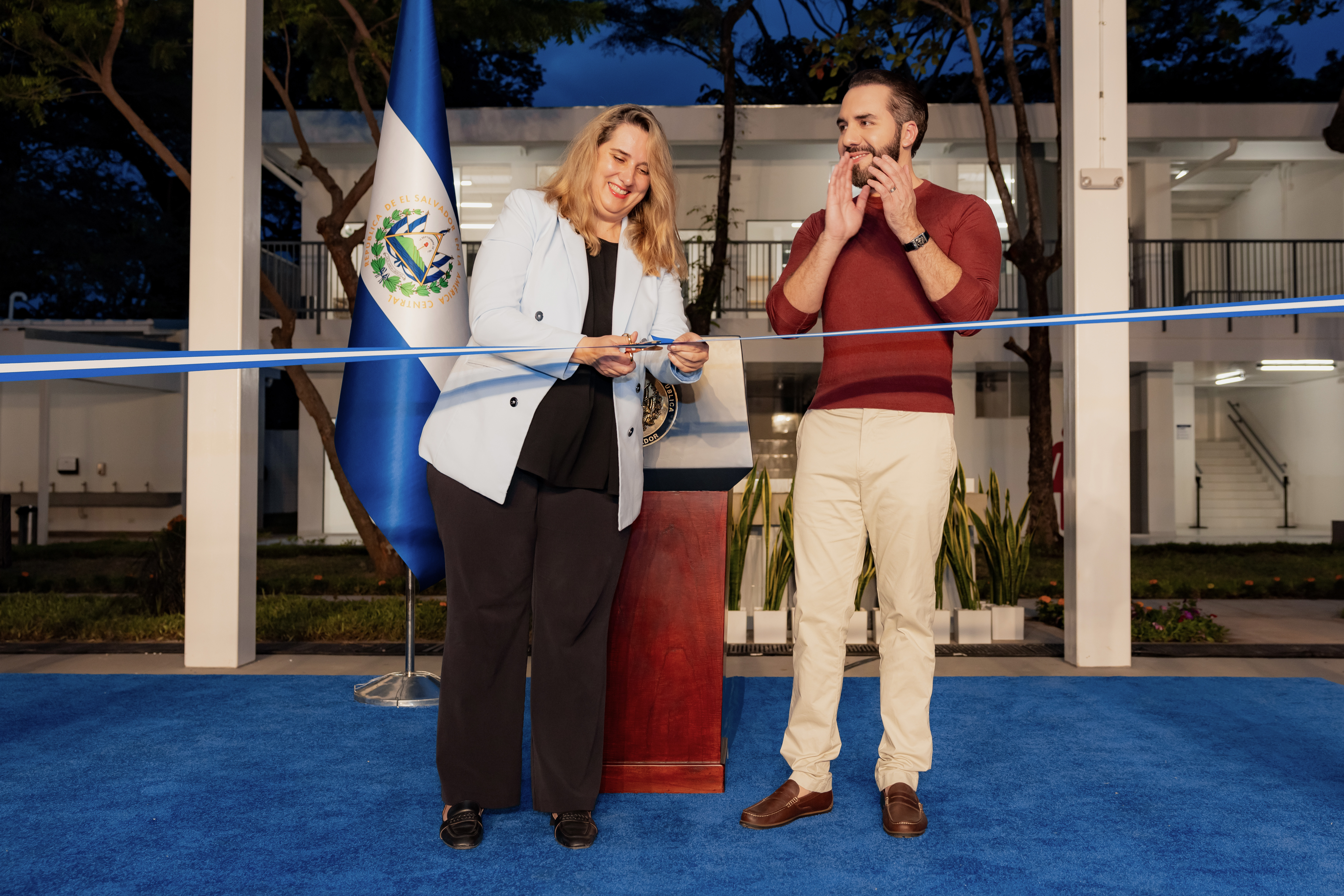
Nayib Bukele durante el lanzamiento del programa "Dos escuelas por día".

El 22 de mayo de 2025, el presidente Nayib Bukele anunció el programa "Dos Escuelas por Día", una iniciativa sin precedentes en Centroamérica que surgió como reformulación del programa "Mil Escuelas por Año" tras descubrir que las condiciones reales de los centros educativos eran peores que las registradas oficialmente. Este programa único contempla intervenciones integrales que incluyen renovación estructural completa, aulas con ventilación avanzada, espacios para primera infancia, canchas multifuncionales, biodigestores, conexión a internet, plantas de tratamiento de aguas, energía solar, áreas verdes, cocinas, comedores y rampas de accesibilidad universal, además de incorporar un componente revolucionario de transparencia mediante el portal web dosescuelasxdia.com, que constituye la primera plataforma gubernamental regional que actualiza diariamente el progreso de obras públicas educativas con registro fotográfico, montos de inversión, empleos generados y cronogramas detallados, estableciendo un nuevo paradigma en gobierno abierto y rendición de cuentas en tiempo real para proyectos de infraestructura educativa.

### Política exterior
Bukele considera «dictadores» a los presidentes de Venezuela (Nicolás Maduro), Nicaragua (Daniel Ortega) y Honduras (Juan Orlando Hernández). Dos meses más tarde, tras la presentación de un informe elaborado por la alta comisionada de las Naciones Unidas para los derechos humanos, Michelle Bachelet, sobre las violaciones de derechos humanos en Venezuela, tomó la decisión de expulsar de El Salvador a la diplomacia del régimen de Maduro. No obstante, si bien Bukele y la Asamblea Legislativa denunciaron los resultados de las elecciones generales de Nicaragua de 2021, vistos por varios gobiernos como fraudulentos, desde 2022 ha cambiado a una posición pasiva sobre los asuntos internos nicaragüenses; por ejemplo, el 12 de agosto de 2022 El Salvador fue uno de los cuatro países se abstuvo de condenar, en el Consejo Permanente de la Organización de los Estados Americanos (OEA), al régimen Ortega-Murillo por ordenar el cierre de ONG, reprimir a religiosos y medios de comunicación y perseguir a la oposición en Nicaragua; también se abstuvo se rechazar la ocupación de las oficinas de la OEA en Managua. Se negó a reconocer la presidencia de Manuel Merino en Perú en noviembre de 2020 y calificó a su gobierno de «golpista». El 15 de junio de 2019, retiró el reconocimiento de El Salvador a la República Árabe Saharaui Democrática (RASD) y al Frente Polisario —que se había establecido por el gobierno de Funes— con el fin de mejorar las relaciones con Marruecos.

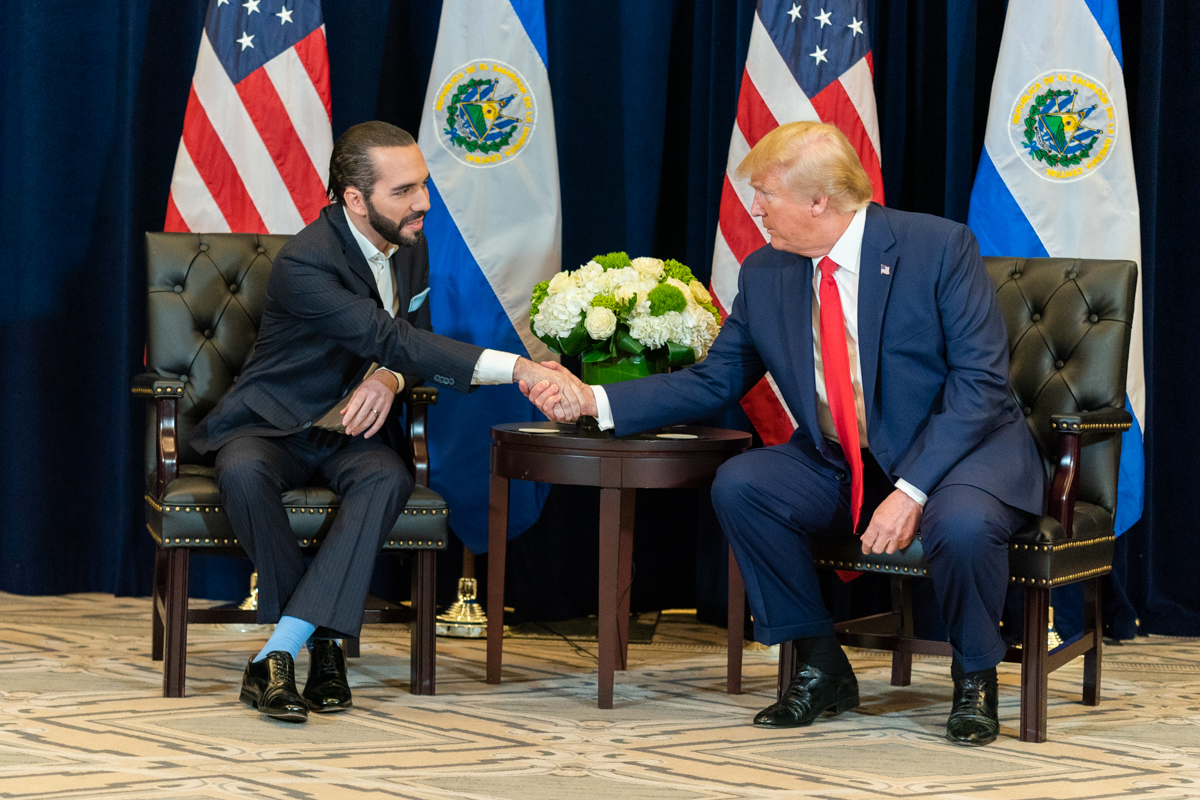
Bukele y Donald Trump en 2019.

Al inicio de su mandato tuvo un discurso de acercamiento al Gobierno de los Estados Unidos durante la Administración Trump. En febrero de 2021, Bukele llegó a Estados Unidos para reunirse con el presidente Joe Biden, pero este último se negó a reunirse con él. Bukele no asistió a la IX Cumbre de las Américas de junio de 2022 como repudio por las denuncias del gobierno estadounidense sobre presunta corrupción y abusos de derechos humanos cometidos durante su gestión presidencial. Después de que el FBI ejecutara una orden de allanamiento en la casa del expresidente Trump el 8 de agosto de 2022, Bukele criticó al FBI y preguntó: «¿Qué diría el Gobierno de Estados Unidos si nuestra Policía allanara la casa de uno de los principales posibles contendientes de nuestras elecciones presidenciales de 2024?». Durante el año 2021 tuvo numerosos roces en Twitter con congresistas estadounidenses como Norma Torres. Albio Sires, el secretario de Estado Anthony Blinken y la embajadora en funciones Jean Manes criticaron públicamente las acciones del presidente Bukele, pues consideran que «socavan la democracia, el estado de derecho y la independencia judicial». En respuesta, Bukele reprochó estos señalamientos y las rechazó como intromisión en asuntos internos del país: «Algunos políticos extranjeros que desconocen la realidad del país, y aún así pretenden dictarnos qué hacer». En cuanto a los comentarios de políticos estadounidenses en contra del régimen de excepción en vigencia desde marzo de 2022, sobre todo por las sanciones impuestas a colaboradores de su gobierno, sostuvo que «todavía hay actores externos e injerencistas que quieren que El Salvador retorne al pasado de violencia y de guerra». Bukele mostró su descontento cuando Estados Unidos reanudó conversaciones con Maduro en marzo de 2022 y les acusó de decidir «quién es el malo y quién es el bueno y también cuándo el malo se vuelve bueno y el bueno se vuelve malo».

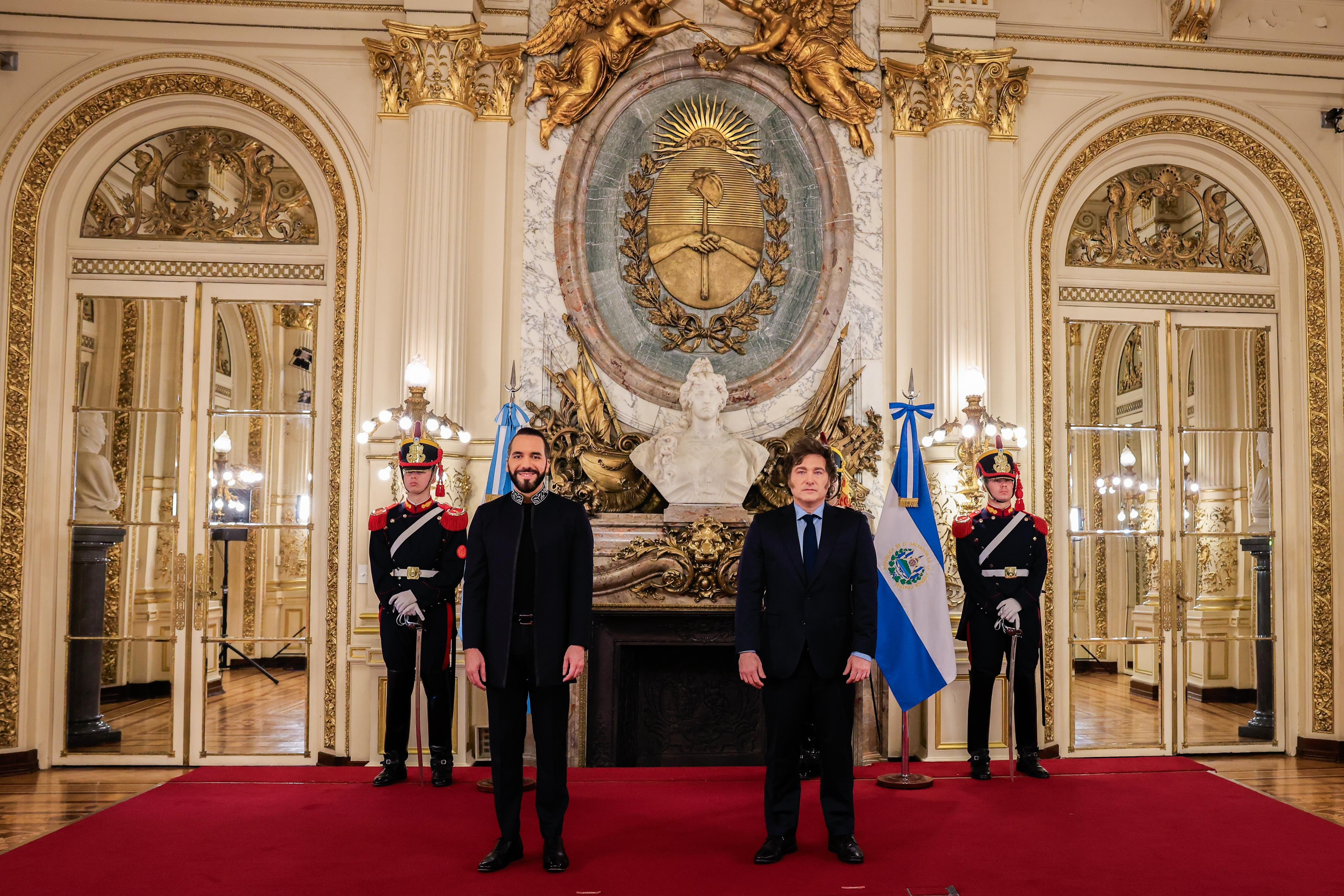
Javier Milei y Bukele en la casa rosada, Buenos Aires Argentina

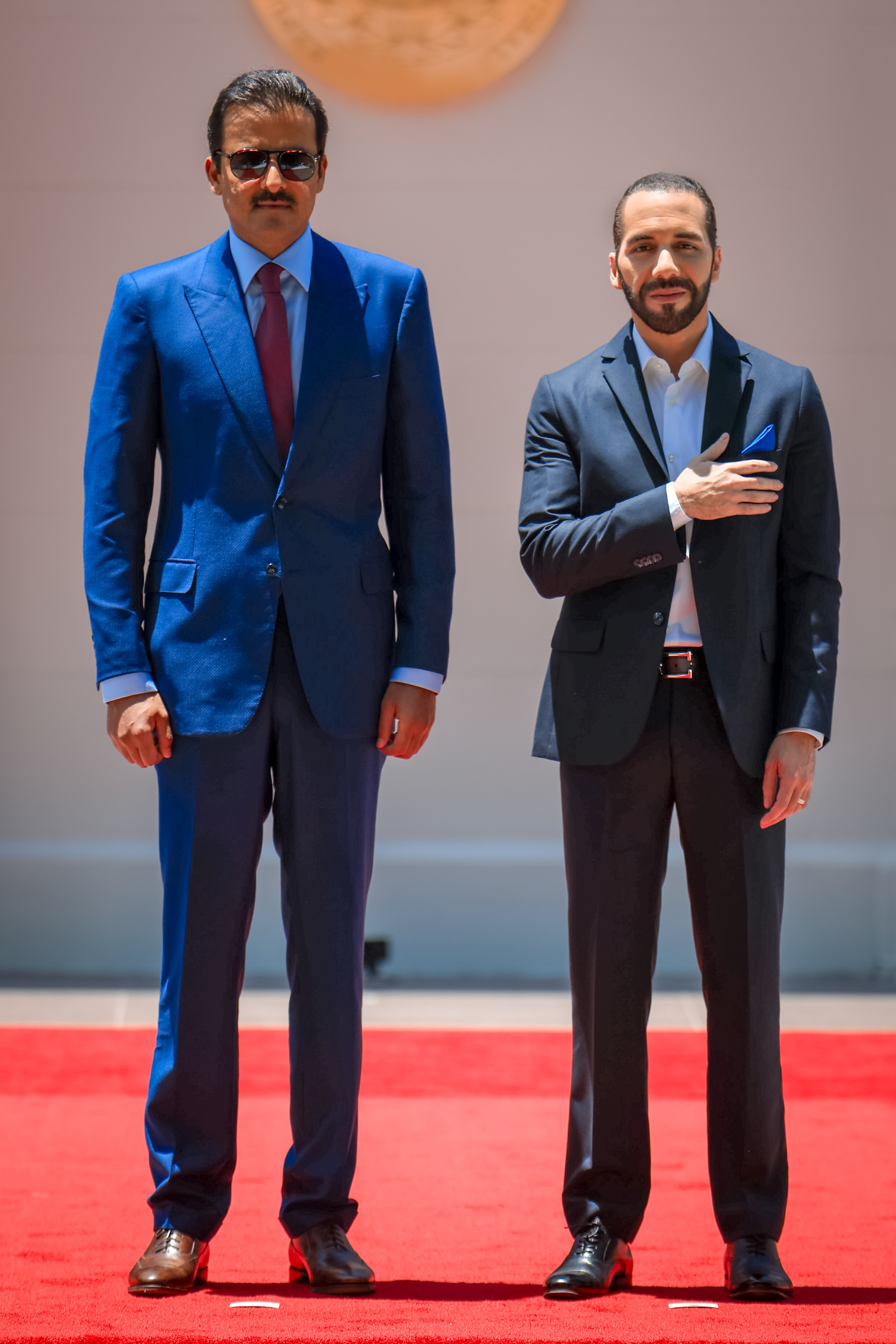
Bukele y Tamim bin Hamad Al Thani, emir de Catar en 2023.

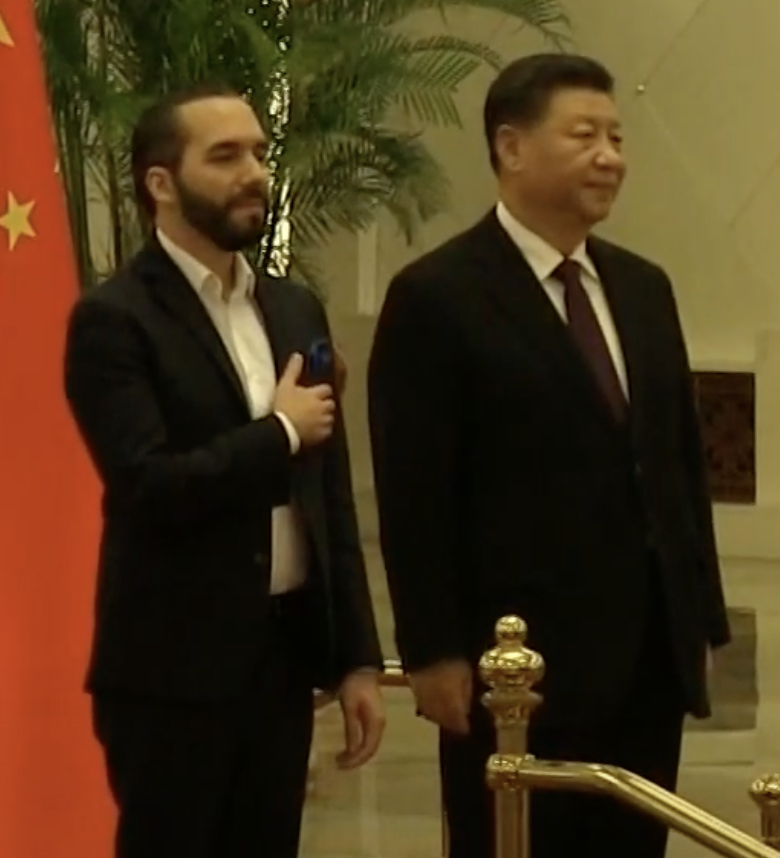
Nayib Bukele y Xi Jinping.

Bukele había criticado el rompimiento de relaciones con la República de China (Taiwán) para establecerlas con la República Popular China por Sánchez Cerén en 2018. Sin embargo, fortaleció la diplomacia con China desde que entró a la presidencia, al mismo tiempo que su relación con Estados Unidos se volvió más tensa. Bukele se reunió con el presidente chino Xi Jinping en Pekín en diciembre de 2019. El 9 de noviembre de 2022, Bukele anunció que El Salvador y China habían iniciado negociaciones para un tratado de libre comercio entre los dos países. China donó fertilizantes y harina de trigo a El Salvador y, según un funcionario salvadoreño, también ofreció comprar la deuda externa en bonos. El Salvador, junto a Bolivia, Cuba y Nicaragua, se abstuvo de votar en la sesión del 4 de marzo de la Asamblea General de las Naciones Unidas en que la mayoría de los países condenaron la invasión militar orquestada por Rusia contra Ucrania. La postura del Gobierno salvadoreño sobre este tema es que «pequeños países» no deberían «estar tomando partido por uno y otro bloque».
Bukele ha hecho llamados para buscar una integración regional centroamericana más profunda, que finalmente resulte en una nación moderna y unificada.

### Campaña por la reelección
El 31 de agosto de 2021, la Asamblea Legislativa aprobó una serie de proyectos de ley, entre los que estaba uno que obligaba la jubilación de todos los jueces mayores de 60 años o con más de 30 años en la carrera judicial, lo que afectaba a cerca de un tercio del Órgano Judicial. Unos días después, el 3 de septiembre de 2021, la Sala de lo Constitucional de la Corte Suprema de Justicia de El Salvador falló que el presidente de la República puede cumplir dos mandatos consecutivos y anuló una sentencia anterior de 2014 que establecía que los presidentes deben esperar diez años para postularse a la reelección. El fallo judicial permite a Bukele postularse a la reelección en la elección presidencial de 2024. El Tribunal Supremo Electoral acató el fallo del tribunal, excepto por el magistrado Julio Olivo de la cuota partidaria del FMLN. El fallo fue protestado tanto por ARENA como por el FMLN; un representante de ARENA calificó la sentencia de «precursora de una dictadura» y uno del FMLN afirmó que el Estado está al servicio de una sola persona, refiriéndose a Bukele.
El 15 de septiembre de 2022, durante su discurso a la nación por los 201 años de Independencia de El Salvador, anunció su intención de participar como candidato en las elecciones presidenciales de 2024, esto a raíz de los altos índices de aprobación de su gestión presidencial y la habilitación de la reelección presidencial desde el 3 de septiembre de 2021 por la Sala de lo Constitucional. Según el TSE, Bukele puede inscribirse con el partido político que él desee ―ganó en 2019 con GANA―, ya que el Código Electoral y la Ley de Partidos Políticos solo prohíben el transfuguismo en las candidaturas de diputados y alcaldes. Algunos abogados constitucionalistas criticaron el anuncio y opinaron que la reelección presidencial viola «al menos» cuatro artículos de la Constitución de 1983 y citan los artículos 75, 88, 152 y 154; otros en cambio, al explicar la sentencia de 2021, lo que se prohíbe es la reelección inmediata y que Bukele deberá pedir licencia o renunciar al cargo seis meses antes para optar a la reelección. Las encuestas realizadas después de su anuncio indican que más del 80 % de los salvadoreños apoyaría la campaña de reelección de Bukele. El 26 de septiembre de 2022, un grupo de exjefes de Estado y de Gobierno de España y Latinoamérica pidieron en un comunicado a la Organización de los Estados Americanos acciones contra las aspiraciones reeleccionistas de Bukele, quien respondió: «Una carta firmada por corruptos, saqueadores y, algunos de ellos, hasta asesinos. Todos odiados por sus pueblos. Me preocuparía mucho si recibiera su apoyo».
El 25 de junio de 2023, Nueva Ideas oficializó la inscripción de Nayib Bukele como precandidato al cargo de presidente de la República y Félix Ulloa como precandidato a vicepresidente de la República para el periodo 2024-2029.
El 30 de noviembre de 2023, Bukele solicitó una licencia al cargo para postularse a la reelección en las Elecciones Presidenciales de 2024, tal como establece el artículo 152, ordinal 1° de la Constitución de El Salvador. La licencia fue aprobada por la Asamblea Legislativa de El Salvador con 67 votos entró en vigencia del 1 de diciembre de 2023 al 31 de mayo de 2024, implicaría que Bukele dejaría temporalmente la presidencia mientras participa como candidato en los comicios programados para el 4 de febrero de 2024.
De acuerdo a la línea sucesoria establecida, Claudia Juana Rodríguez de Guevara asumiría como presidente en funciones durante el período de licencia de Nayib Bukele. Rodríguez de Guevara se convertiría así en la primera mujer en ocupar la presidencia de la nación centroamericana, aunque de forma interina.

### Polémicas y oposición
Antes de asumir la presidencia, Bukele propuso la creación de una «comisión internacional contra la impunidad y la corrupción» para investigar supuestas irregularidades en la Administración pública. En septiembre de ese mismo año creó la Comisión Internacional Contra la Impunidad en El Salvador (CICIES), antes de cumplir los cien días de gobierno; su funcionamiento inició por un convenio firmado entre la Fiscalía General de la República (FGR) y el comisionado de la CICIES, Ronalth Ochaeta. El propósito de la institución era combatir una variedad de crímenes, como el narcotráfico, la corrupción y los delitos de cuello blanco. También estableció una unidad anticorrupción dentro de la Policía Nacional Civil que cooperaría directamente con la CICIES. La comisión fue disuelta por Bukele en junio de 2021 mientras investigaba 12 casos de presunta corrupción en su gobierno, aunque la versión oficial fue el rechazo gubernamental a que el exalcalde de San Salvador, Ernesto Muyshondt, fuera nombrado asesor de la OEA.
En septiembre de 2020, el periódico digital El Faro acusó a Bukele de haber negociado en secreto un «pacto» con la Mara Salvatrucha (MS-13), la pandilla más poderosa del país, que estipulaba que el Gobierno otorgaría condiciones penitenciarias más flexibles para sus miembros, entre otras cosas, a cambio de que la pandilla se comprometiera a reducir la cantidad de asesinatos en el país y a apoyar al partido Nuevas Ideas en las próximas elecciones de 2021, similar a la tregua entre pandillas formulada por el entonces presidente Mauricio Funes entre 2012-2013 con la MS-13 y Barrio 18. Bukele negó las acusaciones y publicó fotos de las prisiones de ese abril, que mostraban a pandilleros detenidos en condiciones de hacinamiento. Posteriormente, Bukele inició una investigación sobre El Faro por sospechas de lavado de dinero. El 8 de diciembre de 2021, el Departamento del Tesoro de los Estados Unidos acusó a Bukele de negociar en secreto con Mara Salvatrucha y Barrio 18 para reducir las tasas de homicidios en el país. Bukele rechazó las denuncias y afirmó que Estados Unidos buscaba la «sumisión absoluta» de El Salvador en lugar de la cooperación. El 17 de mayo de 2022, El Faro volvió a señalar a Bukele de tener un «pacto» con la MS-13 y que este se rompió tras la captura de pandilleros que eran trasladados en un vehículo gubernamental; según ese medio, esta «traición» dio origen a la escalada de asesinatos en marzo de ese año y llevó al gobierno a declarar el régimen de excepción y la guerra contra las pandillas. En febrero de 2023, Bukele aseguró que la oposición al Plan Control Territorial había «capitulado» por la «derrota» de las pandillas: «Ya no podían sostener la mentira de que El Salvador continuaba siendo un país peligroso, ni continuar negando el éxito total del régimen de excepción».
El 28 de enero de 2021, Transparencia Internacional señaló tanto a El Salvador como a Colombia como ejemplos de «una explosión de irregularidades y corrupción», tomando como base el índice de percepción de corrupción de 2020, por los gastos del gobierno durante la pandemia de COVID-19. Veinte de las instituciones del Gobierno de Bukele estaban siendo investigadas por la FGR por sospechas de corrupción relacionadas con el manejo de la pandemia; sin embargo, las investigaciones se detuvieron luego de que la Asamblea Legislativa destituyera al fiscal general Raúl Melara el 1 de mayo de ese año. El 17 de mayo, Estados Unidos acusó de corruptos a cinco ministros y asesores de Bukele. Tras el informe, llamado «lista Engel», el Gobierno estadounidense desvió fondos para El Salvador de las instituciones gubernamentales y los entregó organizaciones no gubernamentales. El 4 de junio, Ernesto Muyshondt, quien sucedió a Bukele como alcalde de San Salvador de 2018 a 2021, fue puesto bajo arresto domiciliario por sospechas de fraude electoral y negociaciones ilícitas con pandillas para ganar votos para ARENA en las elecciones presidenciales de 2014. Muyshondt acababa de ser nombrado por Luis Almagro, secretario general de la OEA, como uno de sus asesores anticorrupción y, como resultado, El Salvador se retiró del acuerdo anticorrupción con la OEA.
El 30 de octubre de 2021, Bukele y Nuevas Ideas acusaron a los diputados José Ilofio García Torres y Gerardo Balmore Aguilar Soriano de «conspiración contra la institución política» por presuntamente aceptar sobornos con «prebendas» como la ciudadanía estadounidense por parte de la embajada estadounidense en San Salvador y Roy García, opositor declarado a la presidencia de Bukele. Una grabación de audio de los dos diputados supuestamente registró una reunión entre ellos, García y personal de la Embajada de Estados Unidos en El Salvador negociando un acuerdo para dividir el grupo parlamentario de Nuevas Ideas en 15 a 25 diputados con el fin de oponerse a la agenda política impulsada por Bukele en la Asamblea Legislativa. Ambos diputados fueron expulsados de Nuevas Ideas en medio de una investigación sobre el incidente. La embajada estadounidense negó las acusaciones de Bukele y Nuevas Ideas y dijo que ninguno de sus representantes aparecía en la grabación de audio. El 28 de diciembre de 2022, al conocerse el arresto de la alcaldesa oficialista de Soyapango, Nercy Montano, por presunta «malversación de fondos públicos», Bukele dijo que se trataba de «un ejemplo» de que su gobierno «combatirá la corrupción incluso dentro de Nueva Ideas».
En junio de 2023 lanzó la «guerra contra la corrupción» y que construiría una prisión para los corruptos, «porque nadie tiene derecho a ser corrupto, que nadie piense que está blindado. [...] Incautaremos todo lo que tengan y haremos que devuelvan lo robado». Asimismo, anunció que el primer movimiento de la «guerra contra la corrupción» era el proceso de extinción de dominio y la formulación de cargos penales contra el expresidente Alfredo Cristiani, lo que fue criticado por opositores que demandan una presecusión «real» de los corruptos.
En 2020 tuvo roces con la Asociación Nacional de la Empresa Privada (ANEP), a la que Bukele señaló de «boicotearlo» en el manejo de la emergencia sanitaria y decidió desconocer a su presidente, Javier Simán, quien había sido precandidato de ARENA en las elecciones presidenciales de 2019. En junio de 2021 la Asamblea Legislativa aprobó reformas a veintitrés leyes para anular la representación de la ANEP de las juntas directivas de entidades autónomas del Estado, entre las que están el Instituto Salvadoreño del Seguro Social (ISSS), el Banco Central de Reserva (BCR), la Administración Nacional de Acueductos y Alcantarillados (ANDA), la Comisión Ejecutiva Portuaria Autónoma (CEPA), el Fondo de Conservación Vial (FOVIAL), la Corporación de Turismo, la Superintendencia General de Electricidad y Telecomunicaciones, entre otras. Con la reforma, los representantes empresariales serán definidos en «asambleas abiertas» que efectúe el sector a petición del Gobierno; anteriormente eran seleccionados directamente por la ANEP. ARENA criticó la decisión como «antidemocrática y autoritaria».
El 11 de noviembre de 2021, Bukele presentó a la Asamblea Legislativa el borrador de la denominada «Ley de Agentes Extranjeros» con el objetivo de «prohibir la injerencia extranjera» en los asuntos internos salvadoreños. Juan Carlos Bidegaín, ministro de Gobernación y Desarrollo Territorial, afirmó que la ley estaba destinada a «garantizar la seguridad, la soberanía nacional y la estabilidad social y política del país». Bukele explicó que la ley se inspiraba en la Ley de Registro de Agentes Extranjeros (FARA) de los Estados Unidos, pero los críticos la han comparado con varias leyes nicaragüenses que censuran la prensa mediante el cierre de organizaciones y el arresto de periodistas.
Las protestas de ONG de derechos humanos, de combate a la corrupción y de promoción de la transparencia, colectivos que agrupan a minorías como LGBT, grupos de profesionales, veteranos y exguerrilleros, exjueces organizados por las reformas de 2021 y universitarios de movimientos marxistas se intensificaron en 2021. Aunque los participantes de estas marchas aseguran que son «ciudadanos independientes de partidos políticos», en todas son visibles miembros de «estructuras ya existentes» de esos partidos. Al principio protestaban contra algunas acciones políticas del presidente, pero después se impusieron sectores minoritarios pero vociferantes que exigían la salida de Bukele del poder. Las concentraciones opositoras llegaron al clímax en septiembre de 2021 por la adopción del bitcoin, pero fueron disminuyendo a finales de 2022 conforme aumentaba la indiferencia de la población a la oposición política, que se encuentra divida y sin líderes fuertes.

#### Acusaciones de liberación pactada de pandilleros

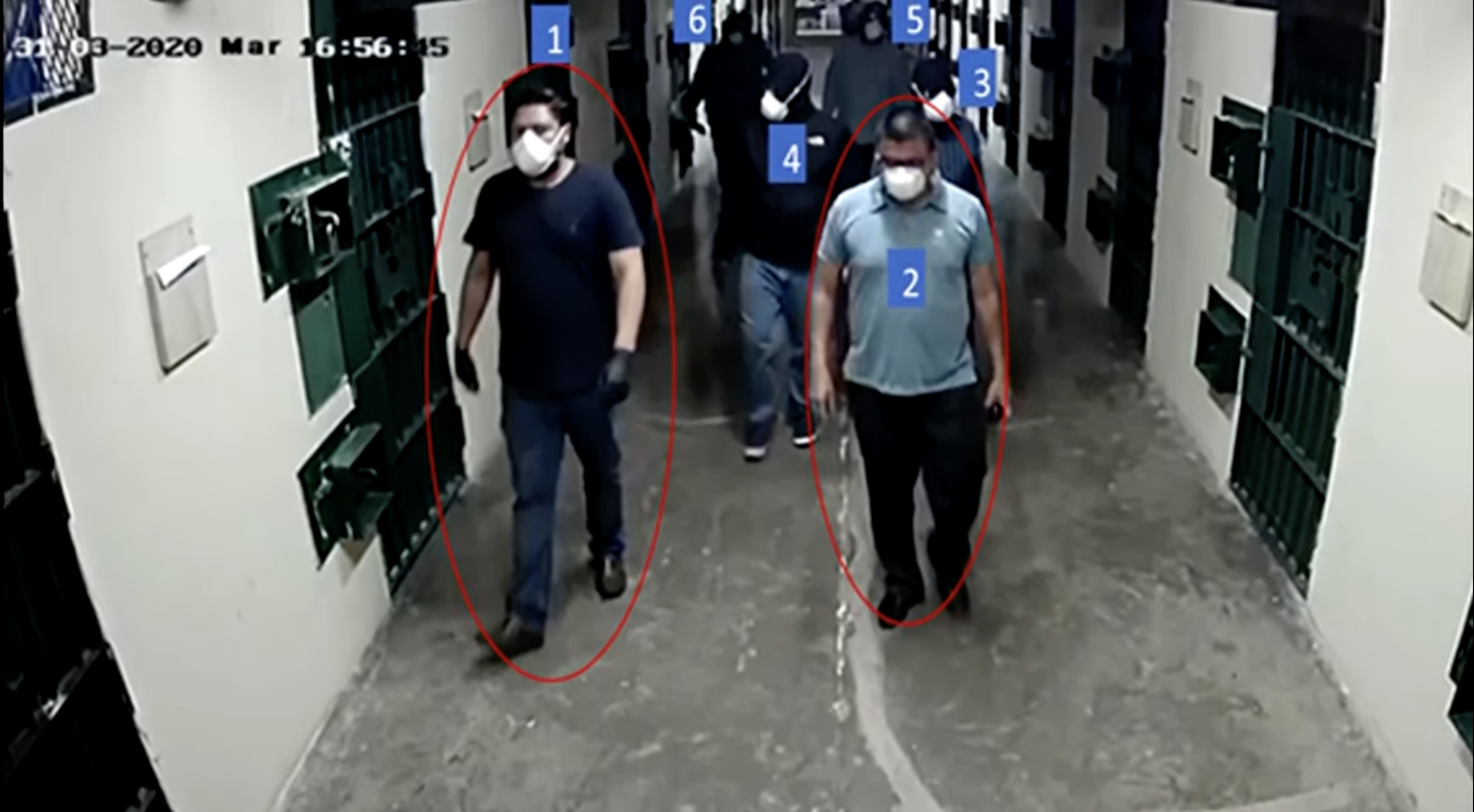
Grabación de videovigilancia en una prisión, supuestamente de Osiris Luna (izquierda, 1) durante las supuestas negociaciones con las bandas en marzo de 2020

Desde el extranjero Bukele ha sido acusado de negociar en secreto con la MS-13 y Barrio 18 para bajar la tasa de homicidios del país.
El pandillero Élmer Canales Rivera, apodado como "El Crook", perteneciente a la Mara Salvatrucha-13 fue capturado en El Salvador en febrero de 2021. Estados Unidos pidió su extradición cuatro meses después de su captura. Sin embargo el documento hecho público en febrero por el Departamento de Justicia de los Estados Unidos señala: "el Gobierno de El Salvador liberó a Canales Rivera de la custodia, a pesar de la Notificación Roja de INTERPOL y la solicitud de extradición pendiente de los Estados Unidos". El 8 de noviembre de 2023 el pandillero fue capturado en México y entregado a las autoridades estadounidenses que lo requerían en extradición. El 9 de julio de 2024 el pandillero declaró en un juicio en Estados Unidos.
Los funcionarios Carlos Marroquín y Osiris Luna habrían "negociado en nombre del presidente" para que los criminales tuvieran beneficios económicos, más flexibilidad en las cárceles, y para evitar su extradición a EE. UU. A cambio, debían "dejar de matarse en las calles y apoyar al gobierno de Bukele".
En su discurso en la Convención Nacional Republicana de 2024 y en otro en un mitin en Míchigan posteriormente al evento, el candidato y 45° Presidente, Donald Trump, acusó a Bukele de tirar a asesinos en los Estados Unidos, cuestionando las razones por las que se redujo la criminalidad en El Salvador.

### Críticas desde otros medios
En 2025, el diseñador Willy Chavarría, de origen mexicano y nacido en Estados Unidos, presentó en París un desfile de moda en el que se arrodillaron varios hombres tatuados, en camisetas y pantalones cortos de color blanco. Siendo un atuendo y postura muy similar a los internos del Centro de Confinamiento del Terrorismo (Cecot). Algo que criticó Bukele en su red social X.

## Posiciones políticas

### Figura pública
Bukele es percibido como un político millennial de mucha popularidad, aunque ha sido criticado por no tener posiciones políticas concretas ni querer participar en debates con otros candidatos a la presidencia, así como acusaciones de practicar «populismo antisistema» o de ser «un falso outsider» con estilo demagógico de liderazgo. Ha sido criticado por algunas de sus decisiones y declaraciones, especialmente desde organismos internacionales y de derechos humanos que reclaman transparencia y rendición de cuentas o por medios de comunicación, institutos de investigación o universidades que se atrevan a criticar su gestión gubernamental.
Otros críticos han mostrado preocupación por la manera particular en que él emplea las redes sociales para responder a sus detractores. Al igual que el expresidente estadounidense Donald Trump, se comunica principalmente por las redes sociales, lo que le valió el apodo de «presidente millennial». Destaca en particular su uso de Twitter durante la campaña para las elecciones presidenciales de 2019. Repitió la misma fórmula en las elecciones legislativas de 2021, que ganó por un amplio margen mientras la Asamblea Legislativa le era hostil hasta entonces. Desde sus primeros días como presidente ha utilizado esta misma plataforma digital para lanzar órdenes presidenciales, con reacciones a favor y en contra. Sobre las redes sociales, se opuso al proyecto a ley contra el «uso de perfiles falsos en redes sociales, periódicos y revistas digitales sin personas responsables», en la que se proponen penas de cuatro a ocho años en prisión.

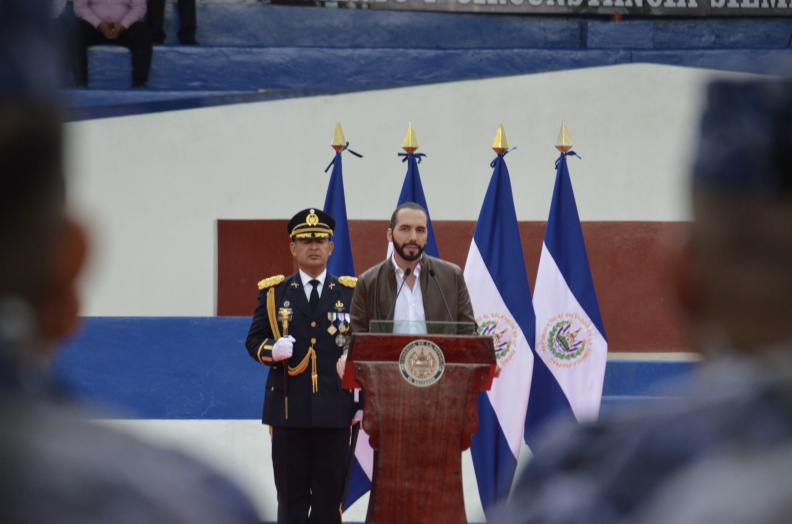
Bukele en un acto oficial en 2019.

A pesar de ser descrito por algunos como un «autócrata», un «caudillo» y un «autoritario» y de autoproclamarse —a modo de ironía a las acusaciones— como el «dictador de El Salvador», el «dictador más cool del mundo» y el «emperador de El Salvador», ha mantenido un alto índice de aprobación a lo largo de su presidencia, lo que lo convierte en el presidente más popular en la historia salvadoreña. Algunos periodistas lo consideran uno de los líderes mundiales y jefes de Estado más populares a nivel nacional debido a que sus índices de aprobación rondan el 87 %. En cuanto a la comunicación no verbal, se diferencia de sus predecesores por apartarse regularmente de la tradición del vestuario; se presenta muchas veces en las instancias gubernamentales con un estilo casual (jeans, camiseta tipo polo, bléiser, gorra, sin corbata) para que los ciudadanos se identifiquen con él por su apariencia. El 26 de septiembre de 2019, durante el 74.º período ordinario de sesiones de la Asamblea General de las Naciones Unidas, se tomó una selfi con su iPhone 11 Pro en su primer discurso en el organismo internacional y dijo que la manera en que se reúnen los mandatarios y se realiza ese evento es «obsoleta» y llamó a poner atención en la «Revolución Digital que se está volviendo la revolución humana»: «El mundo ha cambiado y la Asamblea General sigue siendo la misma».

### Inmigración
Durante una entrevista con Tucker Carlson de Fox News, atribuyó la emigración masiva de latinoamericanos a Estados Unidos a la «escasez de oportunidades económicas» y la «falta de seguridad» de la región y describió el statu quo como «inmoral», argumentando que la emigración no solo ejerce presión sobre el país norteamericano, sino que también impide los esfuerzos regionales para mejorar las condiciones de vida. En otra entrevista con Krishna Andavolu de Vice News poco después de su toma de posesión, declaró: «Comparto la misma preocupación que el presidente Trump [tiene con] la inmigración, pero por diferentes razones. [...] Él no quiere que nuestra gente vaya; yo no quiero que nuestra gente se vaya».
El 10 de noviembre de 2022, Bukele promulgó la Ley Especial para el Ejercicio del Sufragio en el Exterior, con la que se permitiría a la diáspora salvadoreña votar a través del sufragio remoto por internet y la modalidad electrónica presencial desde el exterior y competir en cargos de elección popular. La nueva legislación fue criticada por supuestamente incumplir resoluciones de la Sala de lo Constitucional y contradecir un veto emitido en 2020 por Bukele a otro proyecto de ley similar, quien acusó a ARENA y FMLN de «bloquear» el voto de los salvadoreños en el exterior antes de perder las elecciones legislativas de 2021: «Ellos saben que tienen esferas de influencia, pero es muy difícil comprar el voto de la diáspora. Ese puede ser su temor».

### Bukelismo

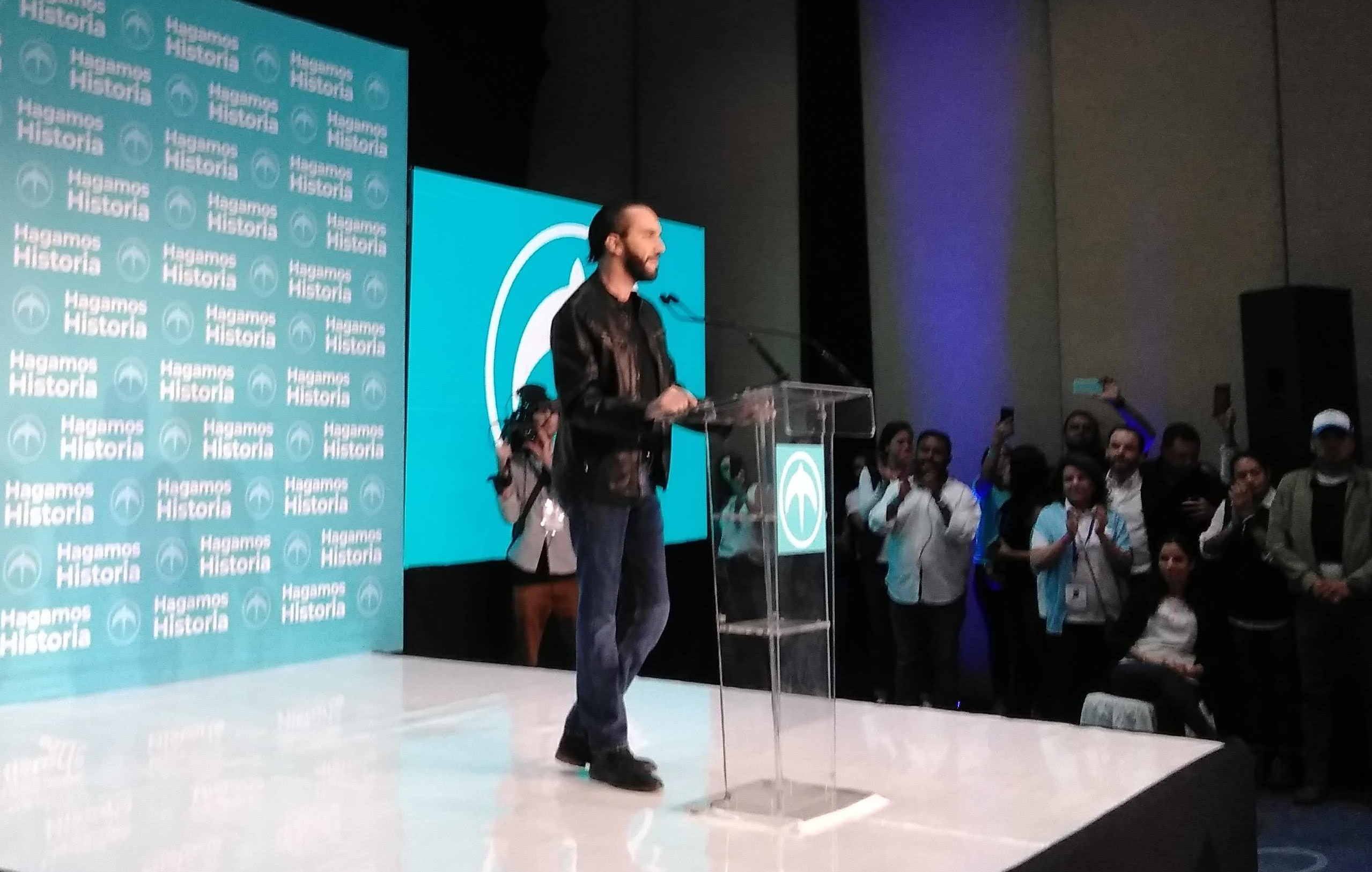
El Bukelismo o «movimiento social Nuevas Ideas» surgió en 2015 como plataforma de gobierno municipal en San Salvador. A partir de entonces se fue distanciando de su partido primigenio FMLN hasta convertirse en un partido político en 2018.

El término "Bukelismo", también llamado "Método Bukele" ha sido acuñado por diversos analistas, académicos y medios de comunicación para referirse al conjunto de ideas políticas, prácticas de gobierno y estilo de liderazgo asociados al presidente salvadoreño Nayib Bukele. Este concepto ha sido adoptado tanto por analistas políticos y periodistas como por simpatizantes y diversos medios de comunicación, convirtiéndose en una referencia para describir un fenómeno político distintivo en el contexto salvadoreño y latinoamericano contemporáneo. El partido político Nuevas Ideas, legalmente constituido, se considera el principal vehículo institucional del Bukelismo. Este movimiento ha sido caracterizado por algunos analistas como un "fenómeno sociopolítico posmodernista que plantea alternativas a los esquemas ideológicos tradicionales" que han predominado en la política salvadoreña desde los Acuerdos de Paz de Chapultepec de 1992. 
Los orígenes del Bukelismo pueden trazarse a la gestión municipal de San Salvador, cuando Bukele era miembro del Frente Farabundo Martí para la Liberación Nacional (FMLN) y participó en coalición con el Partido Salvadoreño Progresista (PSP) en las elecciones municipales de 2015. Durante este período, comenzaron a manifestarse elementos distintivos de su estilo político y enfoque de gobernanza. En 2018, tras la separación formal de Bukele del FMLN, el movimiento Nuevas Ideas se constituyó como partido político, presentándose como una organización con "estructuras renovadas y enfoques contemporáneos" diferenciados de las agrupaciones políticas tradicionales. Esta formalización marcó un hito importante en la consolidación del Bukelismo como corriente política con identidad propia.

## Vida privada

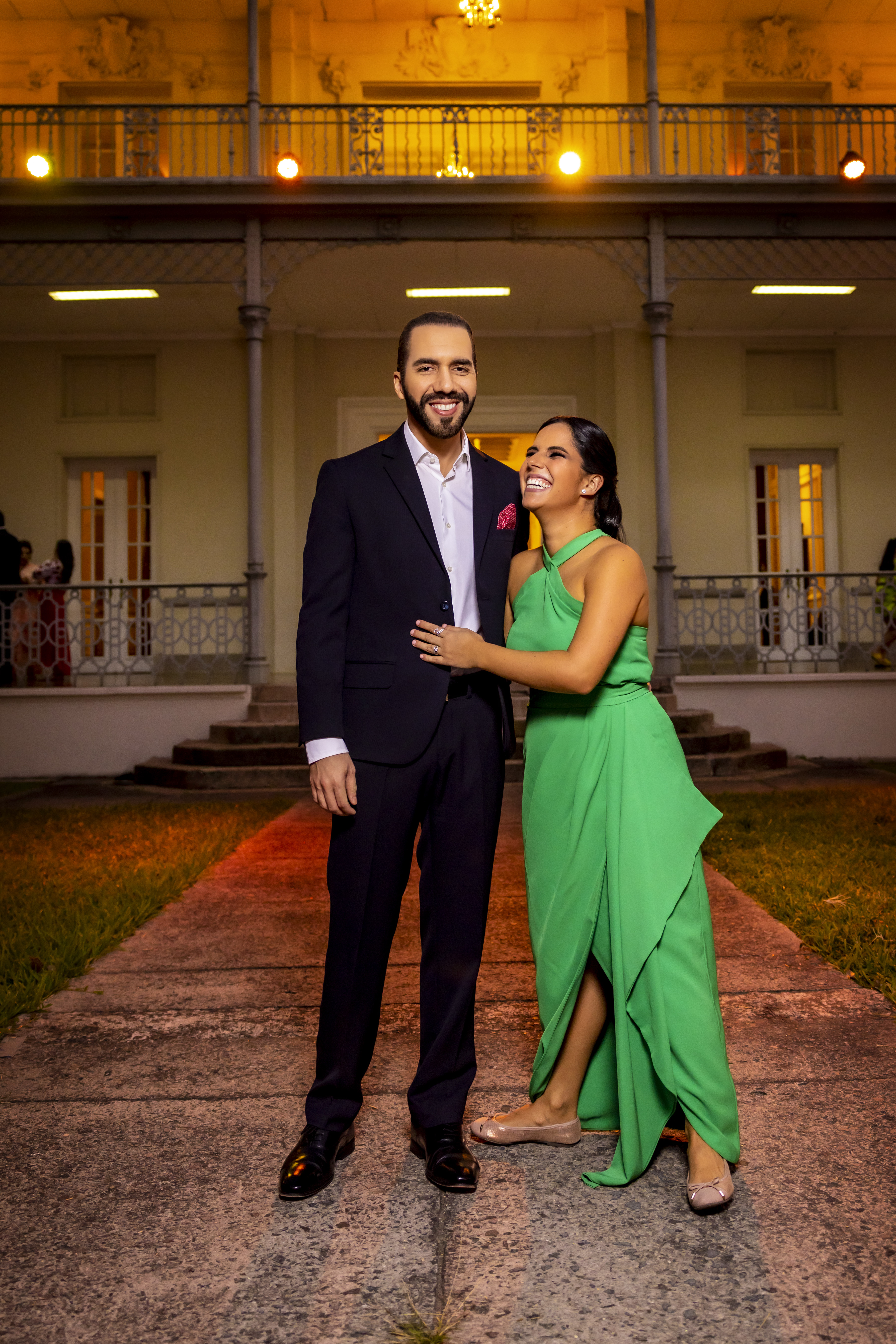
Junto con su esposa, Gabriela Rodríguez, en 2023.

En diciembre de 2014 contrajo matrimonio con Gabriela Rodríguez, con quien tenía una relación de más de diez años. La primera hija de la pareja nació en agosto de 2019, la cual fue nombrada Layla. En febrero de 2018, en una visita a Jerusalén con motivo de la 32.ª Conferencia Internacional de Alcaldes, Bukele dijo que el abuelo de su esposa había sido judío sefardí.
Las creencias religiosas de Bukele fueron un tema controvertido en la elección presidencial de 2019, sobre todo por la difusión de unas fotografías que lo muestran a él y sus hermanos rezando en una mezquita de la Ciudad de México. Bukele ha declarado públicamente que su familia es católica y que, aunque su padre y otros miembros de su familia son musulmanes conversos, no cree «en las liturgias, en las religiones», aunque sí en Jesús y se autoidentifica como «cristiano». En abril de 2015, cuando era alcalde electo de San Salvador, se reunió en el Vaticano con el papa Francisco y dijo que los procesos de beatificación de Rutilio Grande y Óscar Arnulfo Romero, ahora canonizado, eran «grandes acontecimientos para El Salvador». En la toma de posesión de la presidencia hizo la protesta pública sobre una Biblia que le sostuvo su esposa. Ha tenido acercamientos con ministros religiosos de distintas denominaciones cristianas a lo largo de su carrera política; a la juramentación del cargo de presidente asistieron el pastor y cantante evangélico argentino Dante Gebel y el arzobispo de San Salvador José Luis Escobar Alas.
Aminah Bukele Rodríguez es la segunda hija del presidente de El Salvador, Nayib Bukele, y de la primera dama Gabriela Rodríguez de Bukele. Su nacimiento, el 11 de noviembre de 2023, fue anunciado públicamente por el presidente Bukele a través de sus cuentas verificadas en redes sociales como Twitter y Facebook. Aminah se convirtió así en la segunda niña del matrimonio presidencial, luego del nacimiento de su hermana Layla en 2019.

## Resumen electoral
- Elecciones 2012: resultados del escrutinio final para el concejo municipal de Nuevo Cuscatlán.[11]

|  | 51.67 % |

|  | 46.67 % |

|  | 1.66 % |

- Elecciones 2015: resultados del escrutinio final para el concejo municipal de San Salvador.[12]

|  | 50.37 % |

|  | 47.11 % |

|  | 2.51 % |

- Elecciones 2019: resultados del escrutinio final para la presidencia y vicepresidencia de la República.

|  | 53.10 % |

|  | 30.5 % |

|  | 31.72 % |

|  | 0.82 % |

|  | 0.3 % |

|  | 0.1 % |

|  | 14.41 % |

|  | 0.77 % |

|  | 98.86 % |

|  | 0.96 % |

|  | 0.18 % |

|  | 100.00 % |

- Elecciones 2024: resultados del escrutinio final para la presidencia y vicepresidencia de la República.

|  | 84.65 % |

|  | 6.40 % |

|  | 5.57 % |

|  | 2.04 % |

|  | 0.74 % |

|  | 0.6 % |

|  | 00.00 % |

|  | 00.00 % |

|  | 00.00 % |

|  | 00.00 % |

| Predecesor: Salvador Sánchez Cerén | Presidente de El Salvador Desde el 1 de junio de 2019 | Sucesor: Titular |